# Водные растения

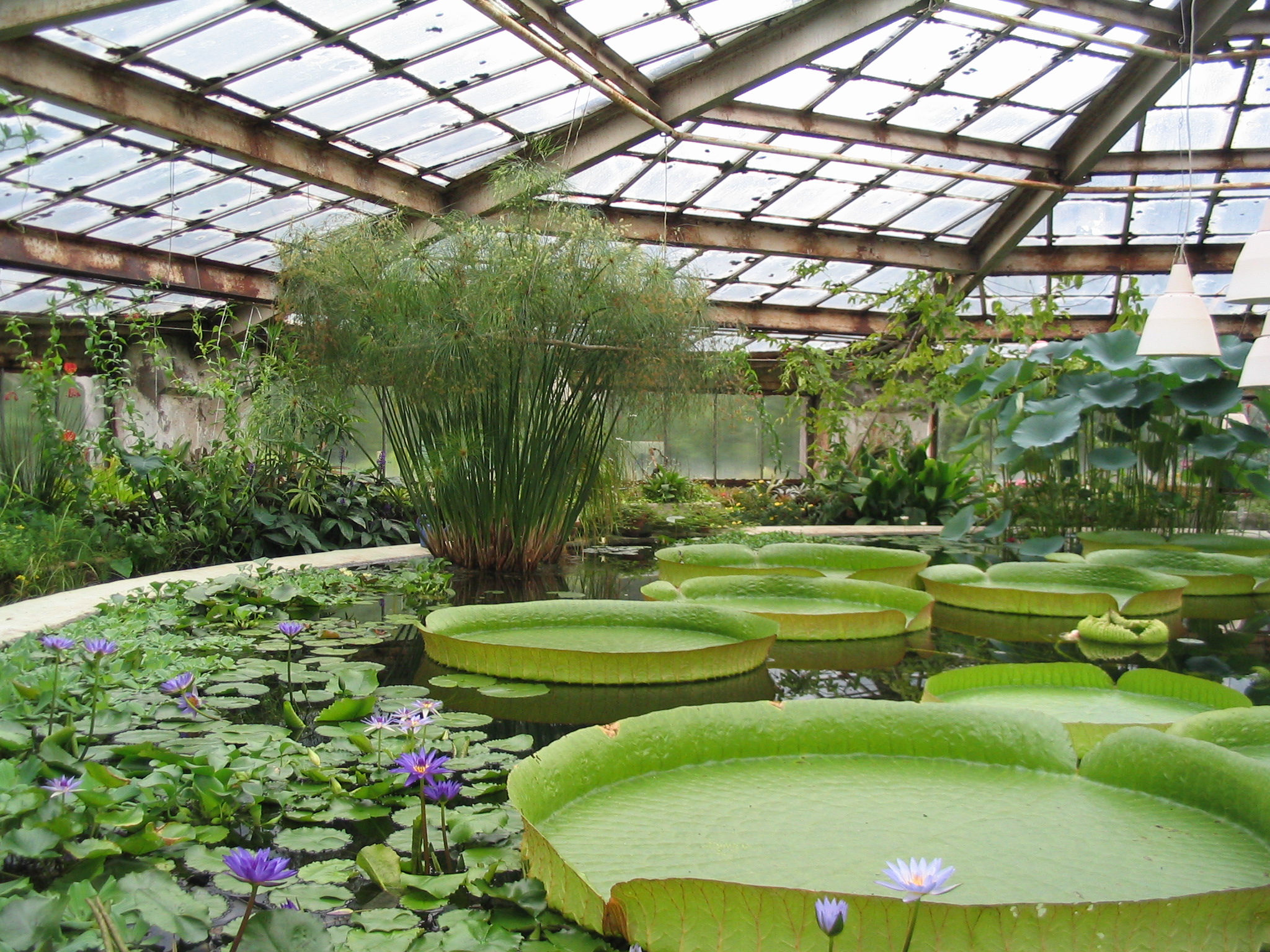
Водные растения в оранжерее БИН РАН

Во́дные расте́ния —  растения, для которых водная среда или водопокрытый грунт служат оптимальными местообитаниями. 
Большинство водных растения являются многолетними, но встречаются и однолетние виды. Наибольшее разнообразие таких растений наблюдается в пресноводных водоёмах, однако отдельные виды приспособились к жизни в солёной или солоноватой воде. Обычно они обитают на глубинах до 3 метров, поскольку для фотосинтеза им требуется достаточное количество солнечного света, который на больших глубинах уже не проникает в нужном количестве. У водных растений слабо развиты или даже отсутствуют сосуды в проводящих пучках.
Почти все водные растения размножаются вегетативно. Некоторые водные растения (наяды, роголистники, буцефаландры) цветут и опыляются водой (гидрофильны), но у большинство видов, даже у растущих под водой, цветки поднимаются из воды, и цветение с опылением происходит в воздушной среде. Семена и плоды распространяются птицами либо водными течениями.
Некоторые водные растения приспособились к периодическому высыханию водоёмов (например, Частуха, Стрелолист, Жеруха). Наряду с околоводными (земноводными) и частично погружёнными в воду сухопутными (наземными) растениями, водные растения формируют флору водоёмов. 
Водные растения играют ключевую роль в функционировании водных экосистем: выделяют кислород, участвуют в круговороте питательных веществ, служат местом обитания, укрытием и источником пищи для множества видов животных, а также способствуют укреплению берегов и стабилизации донных отложений.
Во флоре России и сопредельных стран насчитывалось около 260 видов цветковых водных растений, преимущественно однодольных.
Среди водных растений есть немало видов, полезных для человека: некоторые используются в пищу или как кормовые культуры, другие служат сырьём для промышленных нужд, третьи ценятся как декоративные растения в аквариумистике и для украшение прудов и садовых водоёмов.
Изучением водных растений, а также процессов зарастания и изменения водоёмов, занимается наука гидроботаника.

## Объём понятия

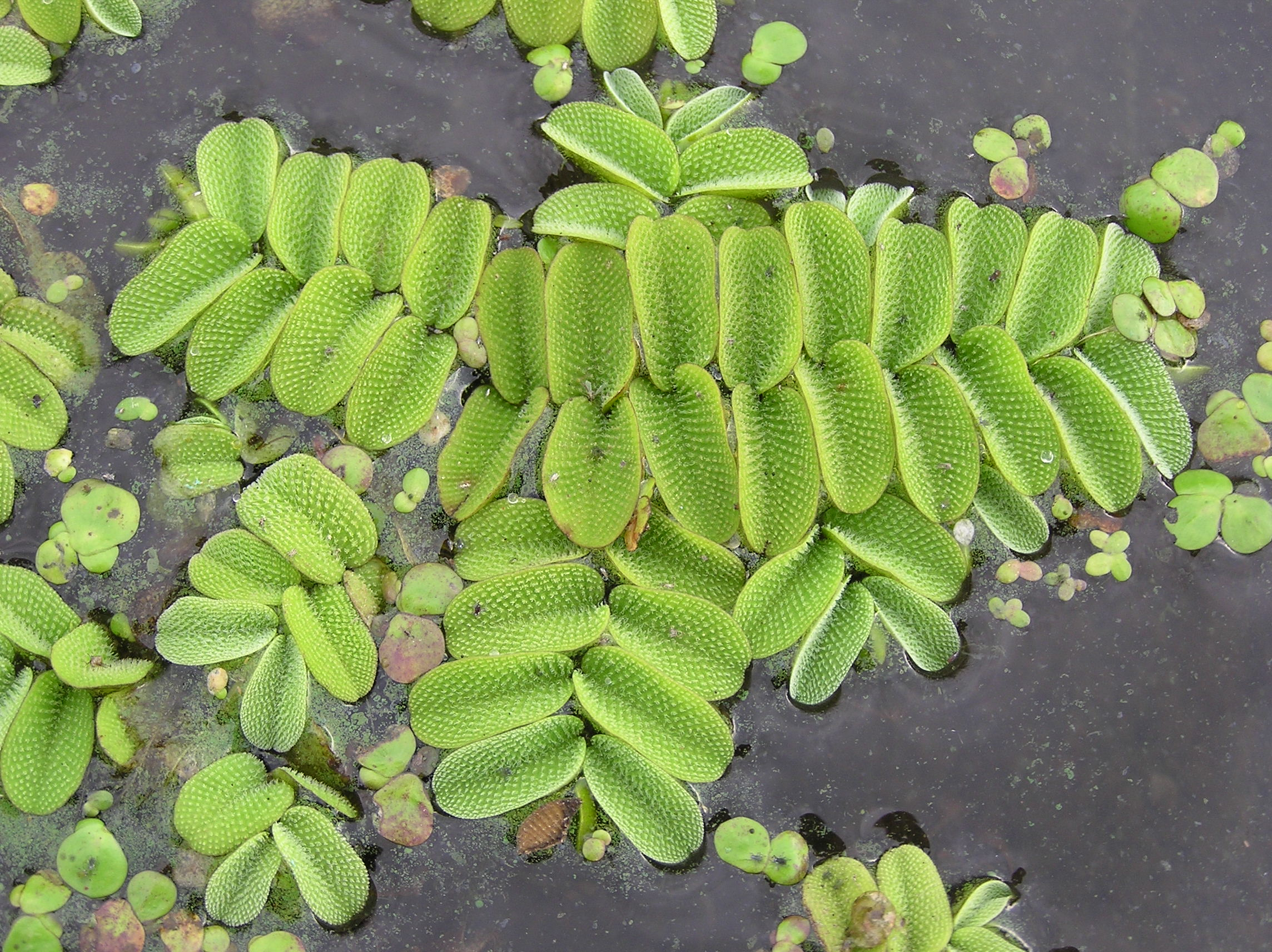
Сальвиния плавающая (Salvinia natans) в заводи Волгоградского водохранилища. Это вид водного папоротника, который свободно плавает на поверхности воды.

Иногда объём понятия водные растения сужают до более узких групп:
- водные макрофиты — это крупные, различимые невооружённым глазом растения, включающие как высшие растения, так и многоклеточные водоросли (в отличие от фитопланктона или микроводорослей, также являющихся фотосинтезирующими организмами, но не относящихся к макрофитам), причём сами водоросли в современной классификации распределены по различным царствам прокариот и эукариот, тогда как ранее их относили к растениям;
- высшие водные растения[3] — включают водные моховидные и все водные сосудистые растения;
- сосудистые водные растения — включают высшие водные растения, за исключением мхов и печёночников[4], то есть спорообразующие сосудистые растения — плауны (Lycopodiophyta), хвощи (Equisetophytina) и папоротники (Polypodiophyta) и представители отдела покрытосеменных (Magnoliophyta).

Так как в морской воде превалируют водоросли, отдельно выделяют особую группу — морские травы — группа цветковых растений, которая приспособилась к жизни в морской воде.  
Некоторые древесные растения способны длительное время находиться в затопленном состоянии, например ивы (Salix), таксодиум двурядный (Taxodium distichum) или растения мангровых зарослей растут из солоноватой воды, но обычно их не относят к понятию водных растений.  
Существуют и виды, которые не являются водными растениями, но создают собственные водоёмы: так, некоторые эпифитные бромелии накапливают воду в розетках листьев, образуя миниатюрные водоёмы с уникальной экосистемой. 

## Классификация

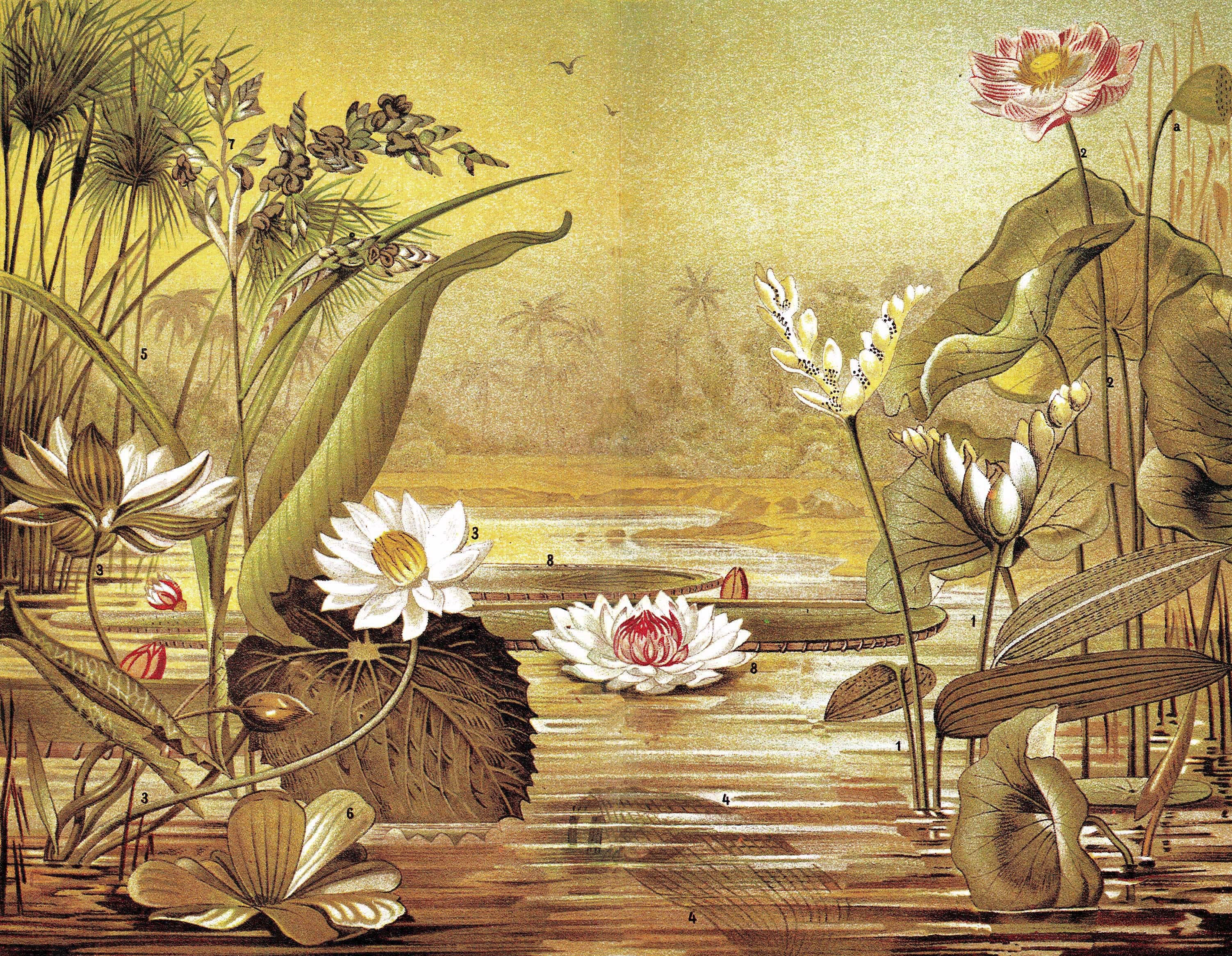
Водные растения. Иллюстрация из Энциклопедического словаря Брокгауза и Ефрона

По мере развития гидроботаники, учёные использовали различные термины, и вкладывали в них различные понятия, что иногда приводит к путанице и неразберихе. Существуют различные классификации растений водоёмов и водотоков, основанные на различных подходах: аутэкологическом, типологическом, физиономическом и эколого-морфологическом. 

### Исторические классификации
Ещё более чем за три столетия до нашей эры древнегреческий философ Теофраст в своём труде Historia plantarum классифицировал растения по внешнему облику. Среди прочего он выделял прибрежные, водные и амфибийные/болотные.
В XX веке советский биолог И. Г. Серебряков предложил морфологическую классификацию жизненных форм растений, положив в её основу продолжительность жизни всего организма и его скелетных осей. В рамках этой системы он выделял группу «водные травы», подразделяя их на «земноводные травы» и «плавающие и подводные травы». 
В отечественной литературе широко известна и классификация Поплавской Г. И. (1948), основанная на морфолого-экологическом подходе. Согласно ей, водные растения делятся на две основные группы: гидрофиты — погружены в воду лишь нижней частью и при вынимании из воды сохраняют жёсткось, и гидатофиты — полностью или большей частью погружены в воду и при извлечении из воды теряют форму. Гидатофиты, в свою очередь, подразделяются на настоящие, погружённые и плавающие формы. Именно в таком объёме понятия «гидрофиты» и «гидратофиты» приводятся в Большой Советской энциклопедии (1971), в энциклопедии «Жизнь растений» (1974), или Большой Российской Энциклопедии.  
Следует учитывать, что другие гидроботаники, например Шенников А. П., Белавская А. П., Катанская В. М., Распопов И. М., Паченков В. Г. — использовали термин «гидрофиты» в ином, омонимичном значении, относя его только к погружённым в воду растениям. При этом воздушно-водные виды они называли «гелофитами». Из-за этого в литературе возможна терминологическая путаница, и при использовании этих терминов важно уточнять, какая именно классификация подразумевается.  

### Типологическая классификация Паченкова

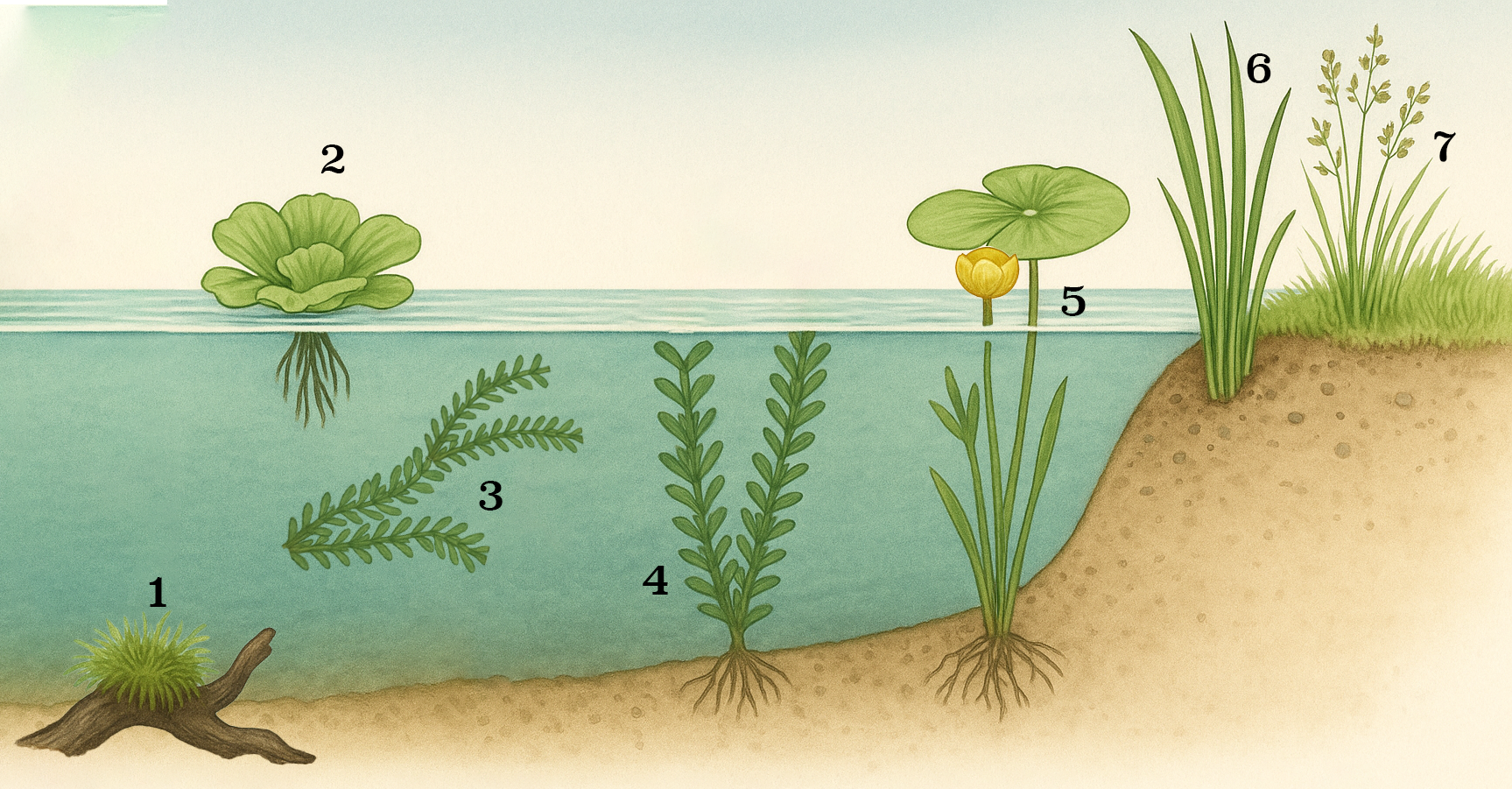
Примеры различных экогрупп растений водоёмов, где: 1 — макроводоросли и водные мхи, 2 — гидрофиты свободно плавающие на поверхности воды, 3 — гидрофиты, свободно плавающие в толще воды, 4 — погружённые укореняющиеся гидрофиты, 5 — укореняющиеся гидрофиты с надводными или плавающими на воде листьями, 6 — гелофиты и гигрогелофиты, 7 — наземные гигрофиты

Согласно современной классификации, предложенной В. Г. Паченковым в 2001 году на основе типологического подхода, растения водоёмов подразделяются на три экотипа: 
1. Настоящие водные растения — гидрофиты — их полноценный жизненный цикл возможен только в воде, а на суше они если и могут находиться, то не очень продолжительное время. Они могут быть прикреплены к грунту или нет, иметь надводные части или нет.
2. Прибрежно-водные растения — гелофиты — это земноводные растения, прибрежные растения, которые могут жить как в воде, так и во влажном грунте на суше. Их базальные органы (корни и корневища) обычно находятся в грунте под водой, а вегетативные части выступают над водой. Выделяют низкотравные и высокотравыне гелофиты. Растения, обитающие у разреза воды, то есть на на отмелях не глубже 20–40 см, называются гигрогелофиты.
3. Заходящие в воду береговые (околоводные растения) — гигрофиты — это сухопутные растения, которые могут длительное время находиться в затопленном состоянии, но их полноценный жизненный цикл реализуется на суше. В строгом смысле, они не являются водными растениями, а являются влаголюбивыми видами, которые могут оказаться в воде.

Иногда чётко разграничить экотипы бывает сложно. Земноводные растения нередко имеют две выраженные формы — водную и сухопутную, которые заметно различаются по строению и физиологии побегов. При этом в случае резкого изменении среды на противоположную, растение может не успеть адаптироваться и погибнуть. 

## Настоящие водные растения

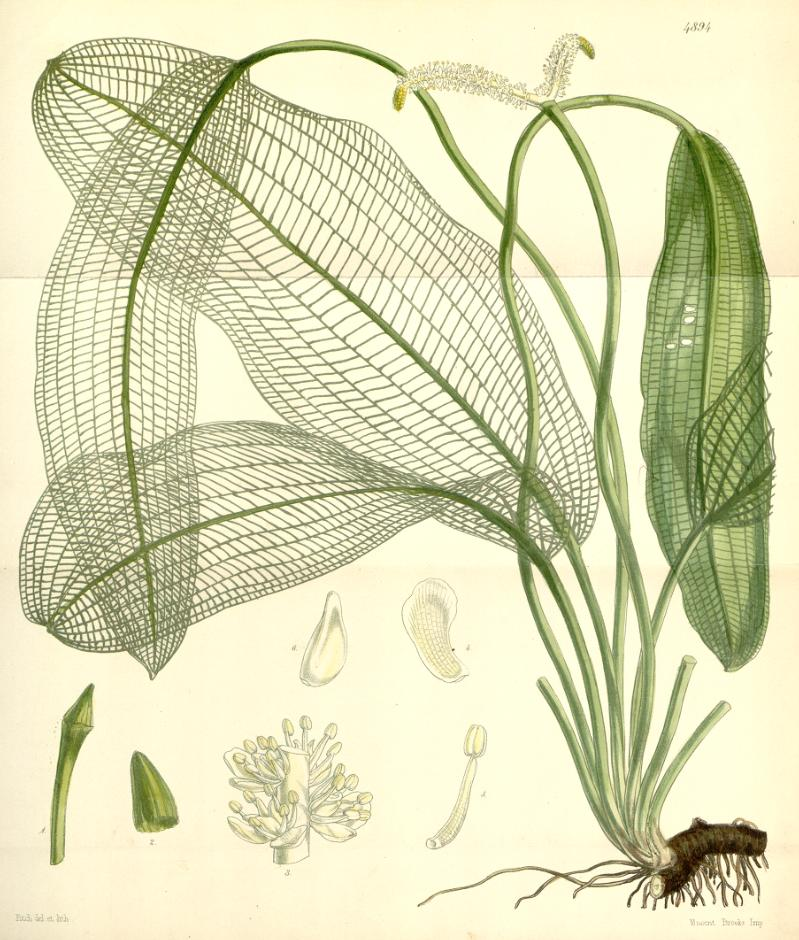
Апоногетон мадагаскарский. Ботаническая иллюстрация из Curtis’s botanical magazine, vol. 82, ser. 3, nr. 12, tabl. 4894, 1856

Настоящие водные растения или гидрофиты — истинные водные растения, которые для нормального прохождения своего жизненного цикла требуют постоянного контакта вегетативного тела с водной средой.
Согласно классификации Паченкова, приведённой выше, экотип гидрофитов подразделяется на 5 экогрупп:
1. Макроводоросли и водные мхи.
2. Гидрофиты, свободно плавающие в толще воды.
3. Погружённые укореняющиеся гидрофиты.
4. Укореняющиеся гидрофиты с плавающими на воде листьями.
5. Гидрофиты свободно плавающие на поверхности воды.

### Макроводоросли и водные мхи
Макроводоросли и водные мхи, в отличие от сосудистых растений, полностью лишены проводящих тканей. Питательные вещества они получают не через корни, а всей поверхностью вегетативного тела, за счёт осмоса из окружающей воды, поэтому система внутреннего транспорта им не нужна. У водорослей вообще нет дифференциации на ткани, их тело состоит из однородного слоевища, а у мхов слабая дифференциация тканей. Эти организмы свободно плавают в толще воды или прикрепляются к твёрдому субстрату, а водные течения и диффузия снабжает их питательными веществами. Механические ткани у них отсутствуют или развиты крайне слабо: в водной среде высокая плотность компенсирует силу тяжести, и потребность в прочном опорном каркасе отпадает. На суше же сухопутные растения вынуждены формировать жёсткие стебли и стволы, чтобы удерживать листья на максимальной высоте и получать больше солнечного света для фотосинтеза. Отсутствие развитых опорных тканей делает макроводоросли и водные мхи гибкими, что помогает им переносить воздействие течений и волн, не повреждаясь.

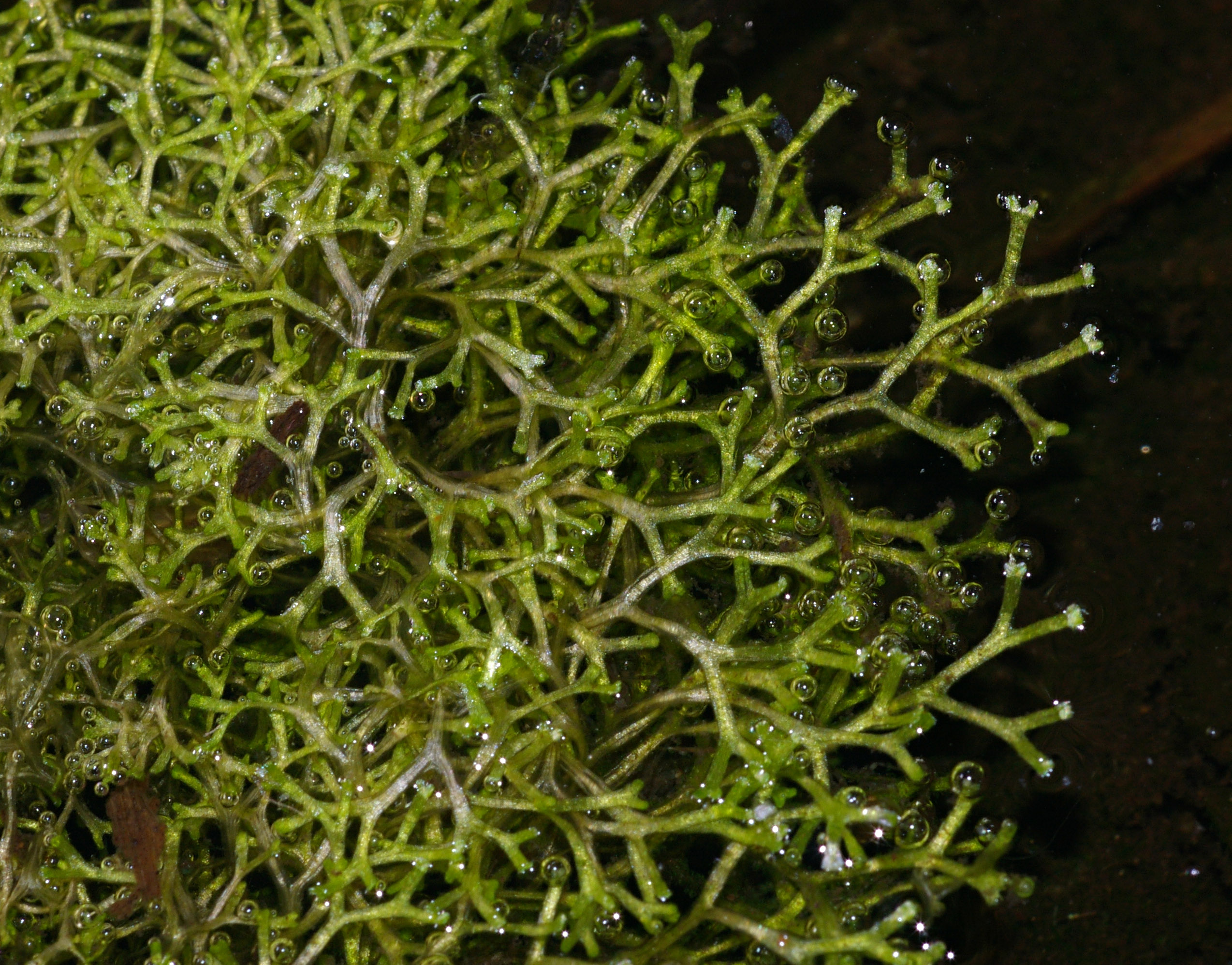
Риччия плавающая (Riccia fluitans) — водный печёночный мох, часто встречается в аквариумах
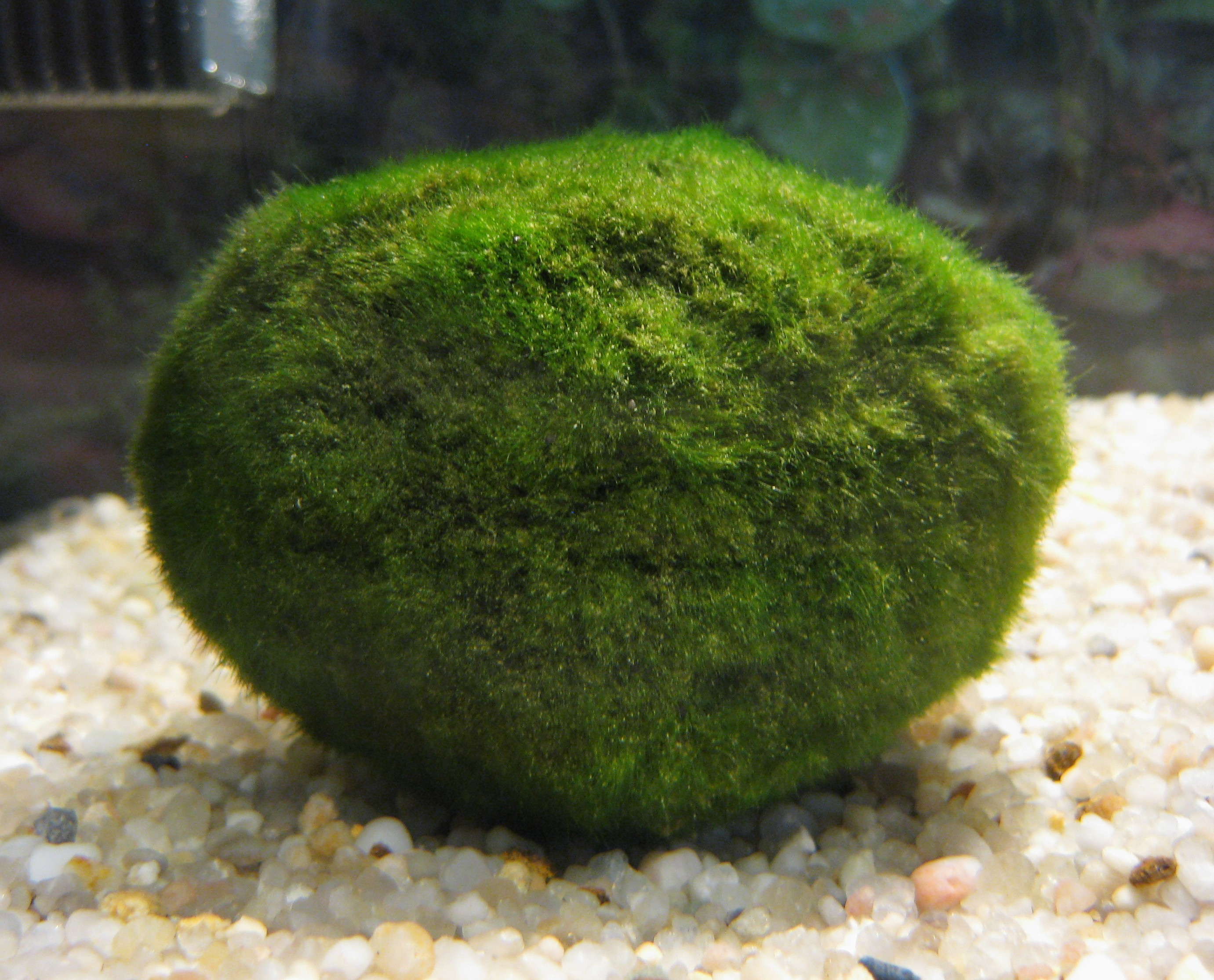
Эгагропила Линнея (Aegagropila linnaei) — водоросль, которая образует шар-кочку и больше известна под синонимом кладофора
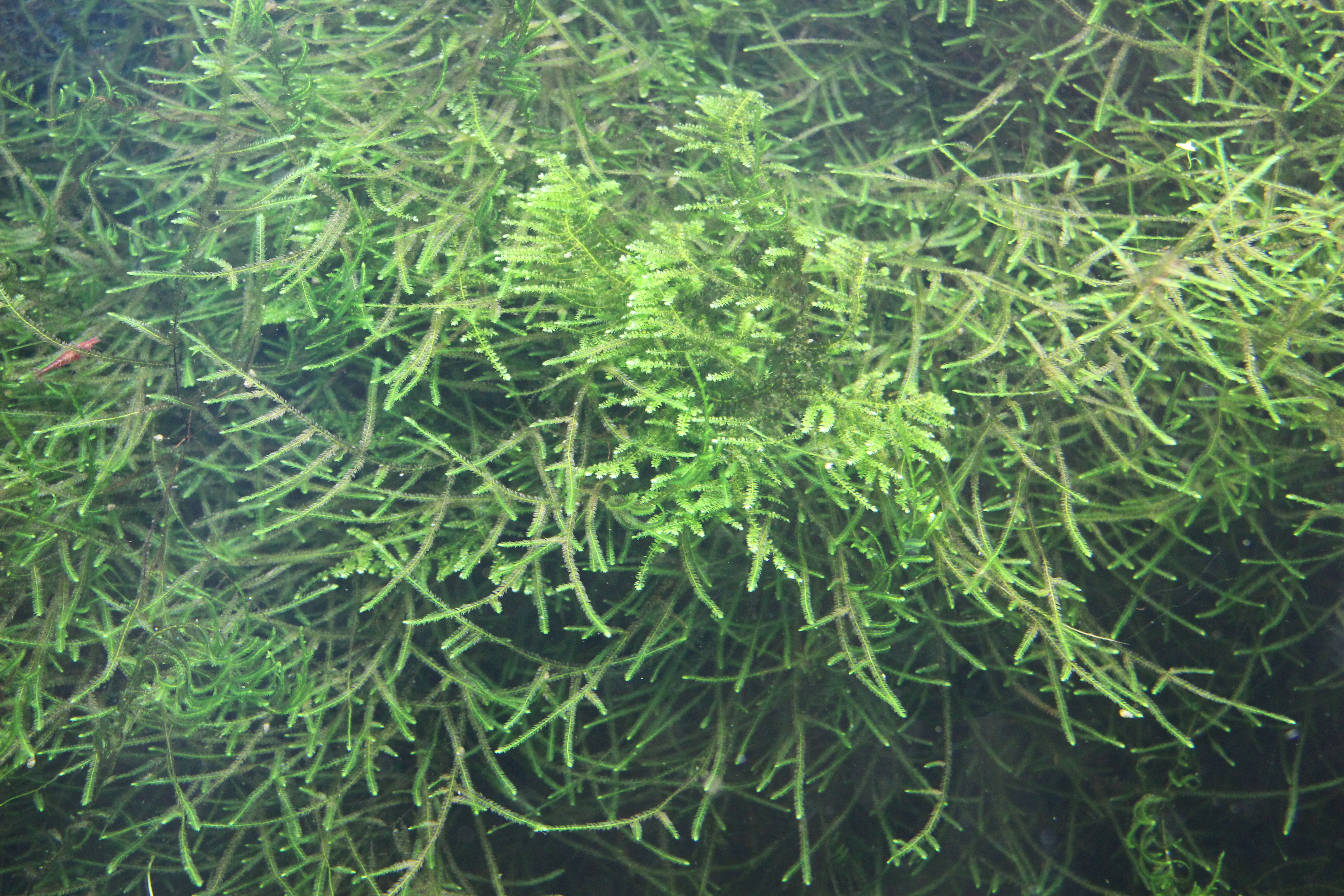
Яванский мох (Vesicularia dubyana) свободно плавает в толще воды и может прикрепляться к корягам и камням
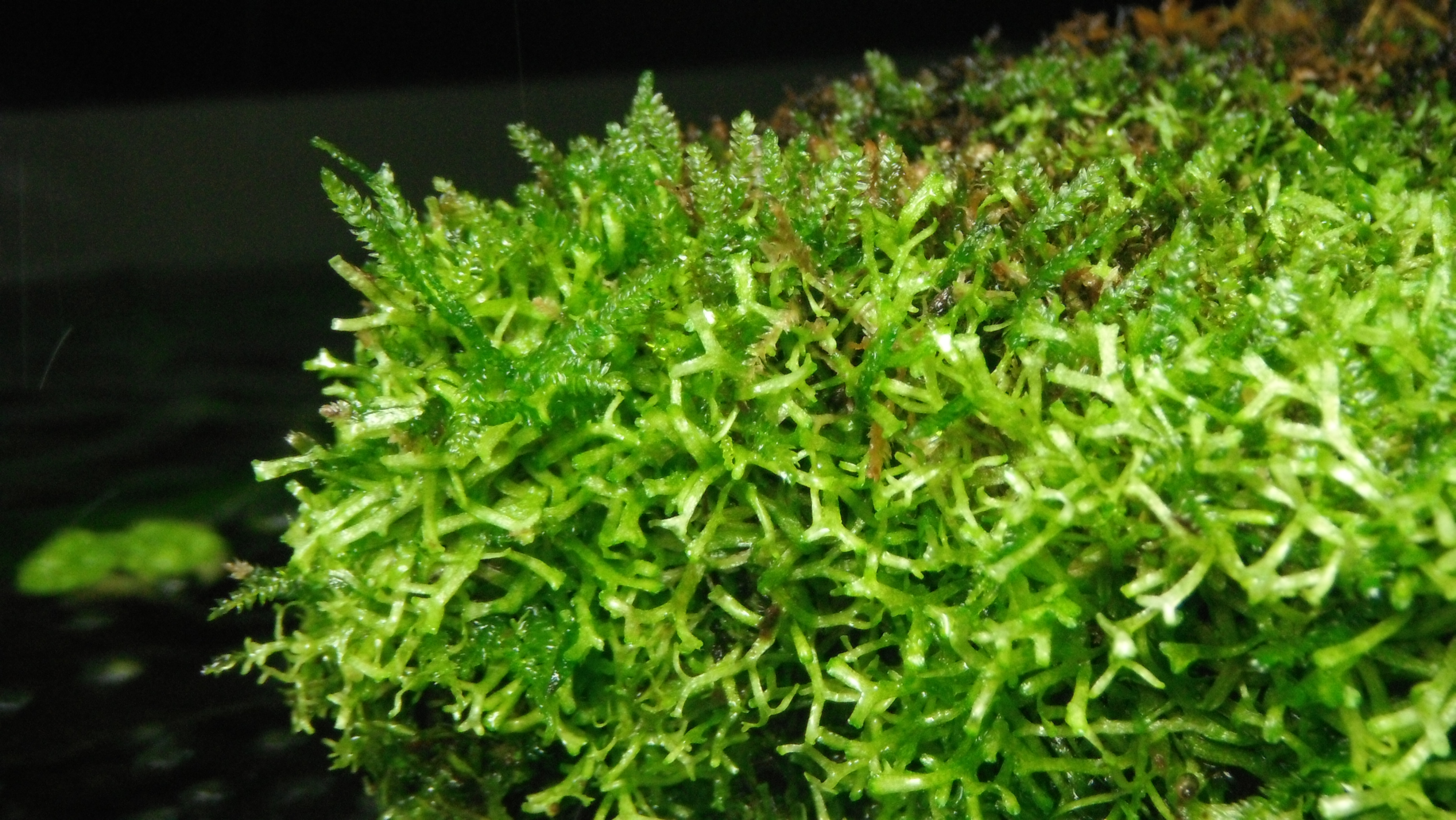
Рождественский мох (Vesicularia vesicularis) — листостебельный водный мох

### Гидрофиты, свободно плавающие в толще воды

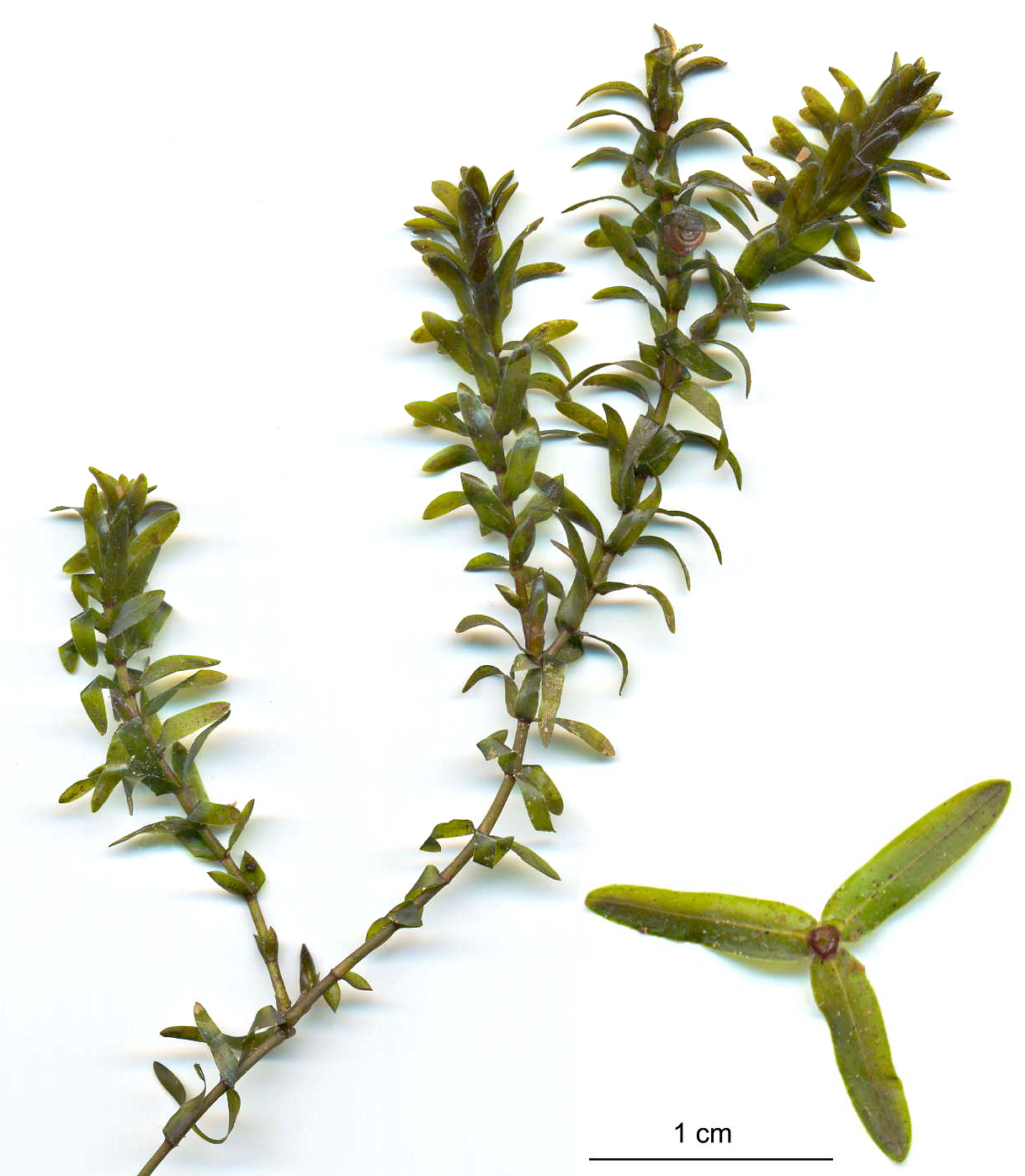
Элодея канадская (Elodea canadensis) — наверное, самое известное растение, плавающее в толще воды. Из-за бурного роста — растение интенсивно заполоняет водоёмы — известно под обиходным названием водная чума

Свободно плавающие в толще воды гидрофиты не закрепляются корнями в донном грунте, а свободно дрейфуют в толще воды, и могут перемещаться под действием течений. Корневая система, если вообще развивается, представлена слаборазвитыми, тонкими и нежными нитями. Они могут служить для механического закрепления за предметы или субстрат, но в процессах питания носят второстепенный характер. Основное поглощение минеральных веществ и газов у таких видов происходит через всю поверхность листьев и стеблей. Но при этом у некоторых плавающих видов при укоренении наблюдается усиление вегетации, увеличение листовых пластинок и густоты, так как растение получает дополнительное питание через корни, такое наблюдается, например, у представителей рода людвигия (Ludwigia). 
Жизнь в водной среде обусловила формирование особых адаптаций. Одной из ключевых черт является значительное увеличение площади поверхности тела относительно его массы, что облегчает поглощение растворённых в воде газов и питательных веществ. Это особенно важно, поскольку концентрация кислорода и углекислого газа в воде значительно ниже, чем в воздухе. Увеличение площади поверхности растения достигается развитием больших тонких листьев (рдесты), расчленением листовой пластинки на тонкие нитевидные участки (уруть, роголистники). 
Вода как среда обитания обладает высокой плотностью, это снижает необходимость в прочных механических тканях. Поэтому механические элементы в листьях и стеблях развиты слабо, а немногочисленные жёсткие волокна в стебле расположены ближе к его центру, придавая всей конструкции гибкость и устойчивость к колебаниям. В результате многие плавающие растения имеют сходный габитус: длинные шнуровидные побеги с многочисленными тонкими ответвлениями, создающими мягкий, «перистый» силуэт.
Из-за быстрого ослабления силы света с глубиной, особенно в мутной или заиленной воде, у многих представителей этой группы в клетках эпидермиса имеются хлорофилловые зёрна, что позволяет эффективно использовать даже слабое освещение. У некоторых видов листья или стебли содержат воздушные полости (аэренхиму), облегчающие растение и способствующие его удержанию на определённой глубине.
Для погружённых в воду растений характерна гидрофилия (от др.-греч. ὕδωρ «вода») — опыление с помощью воды, хотя некоторые виды цветут над водой, например уруть мутовчатая (Myriophyllum verticillatum), которая также имеют надводную форму листьев. 

Как органы сохранения в зимний период, некоторые свободно плавающие растения используют турионы — специализированные почки. 

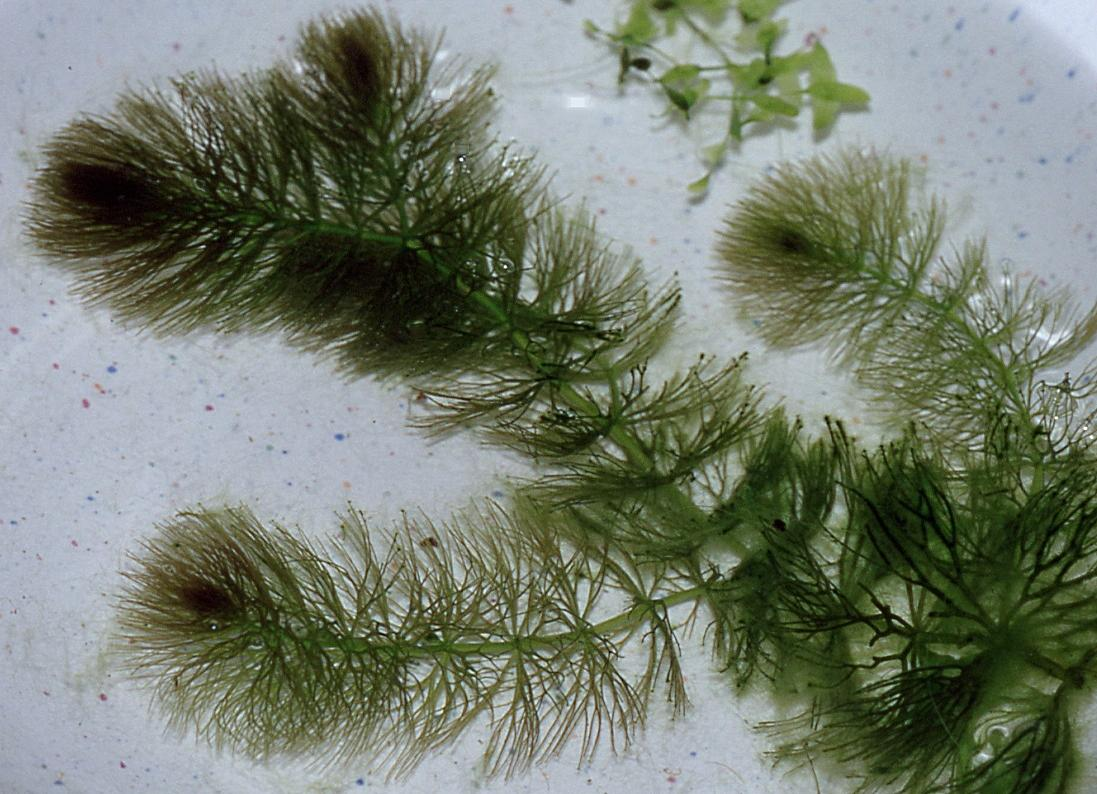
Нитевидные листья роголистника полупогружённого (Ceratophyllum submersum)
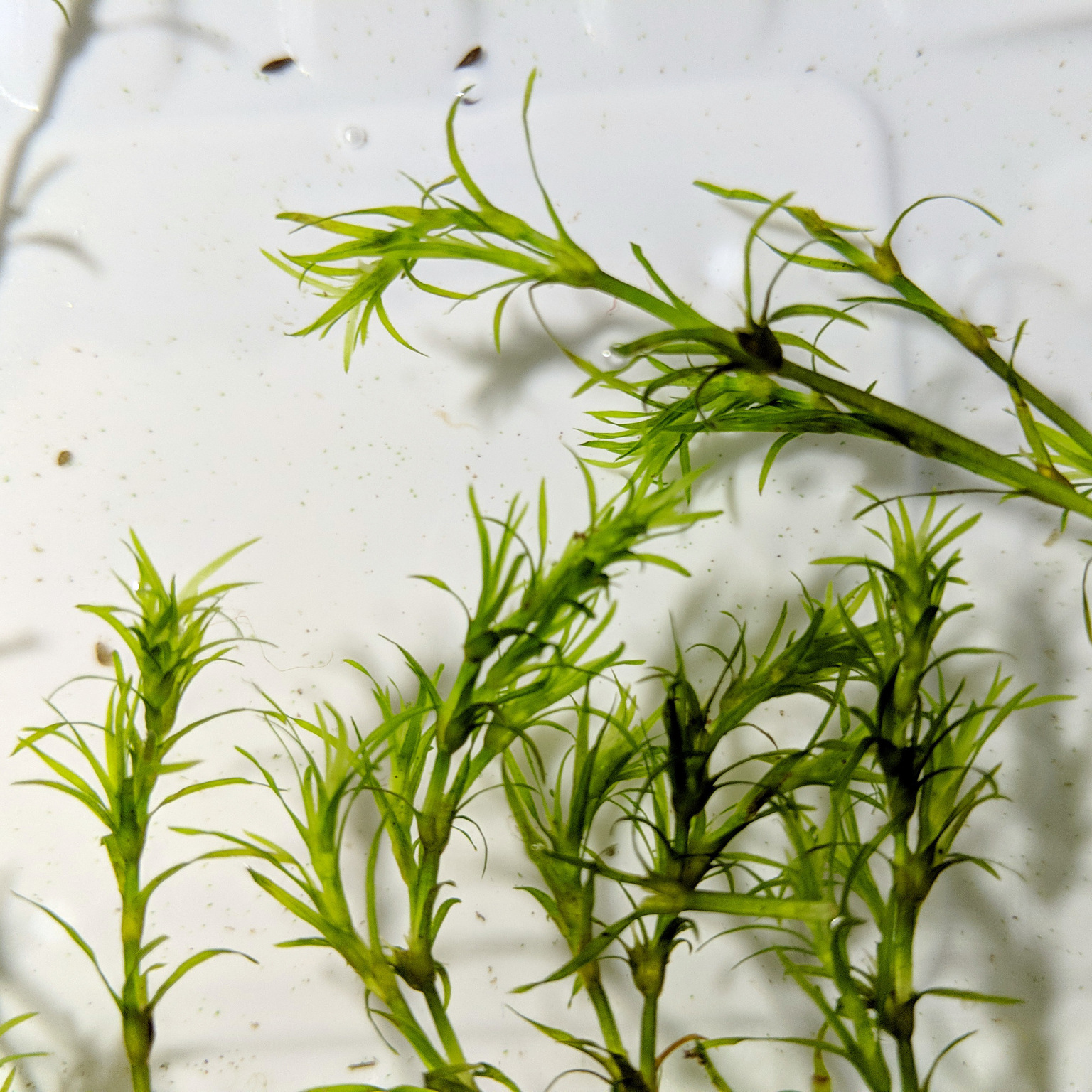
Наяда гваделупская (Najas guadalupensis) похожа на остальных представителей рода наяда (Najas)
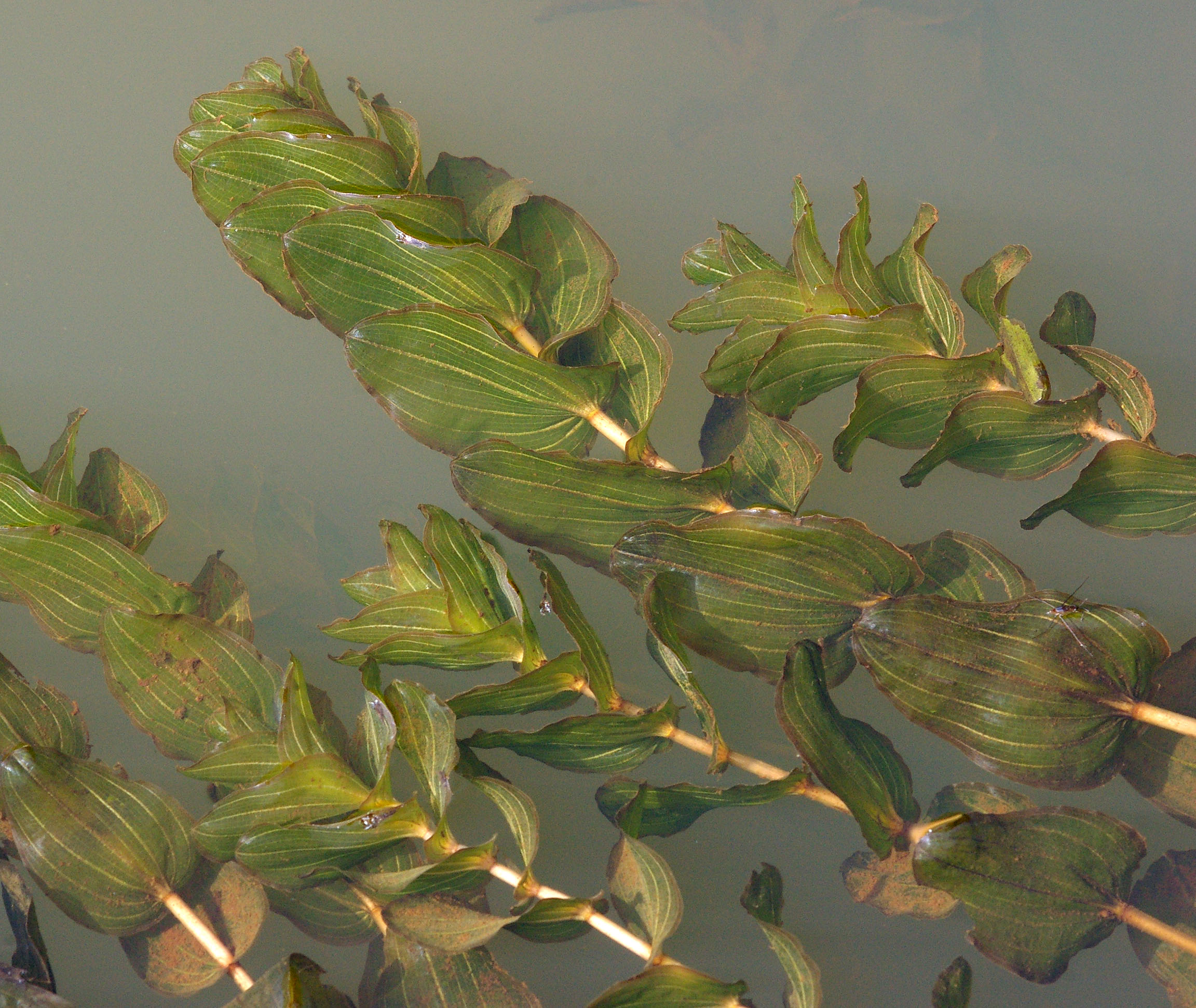
Рдест стеблеобъемлющий (Potamogeton perfoliatus)
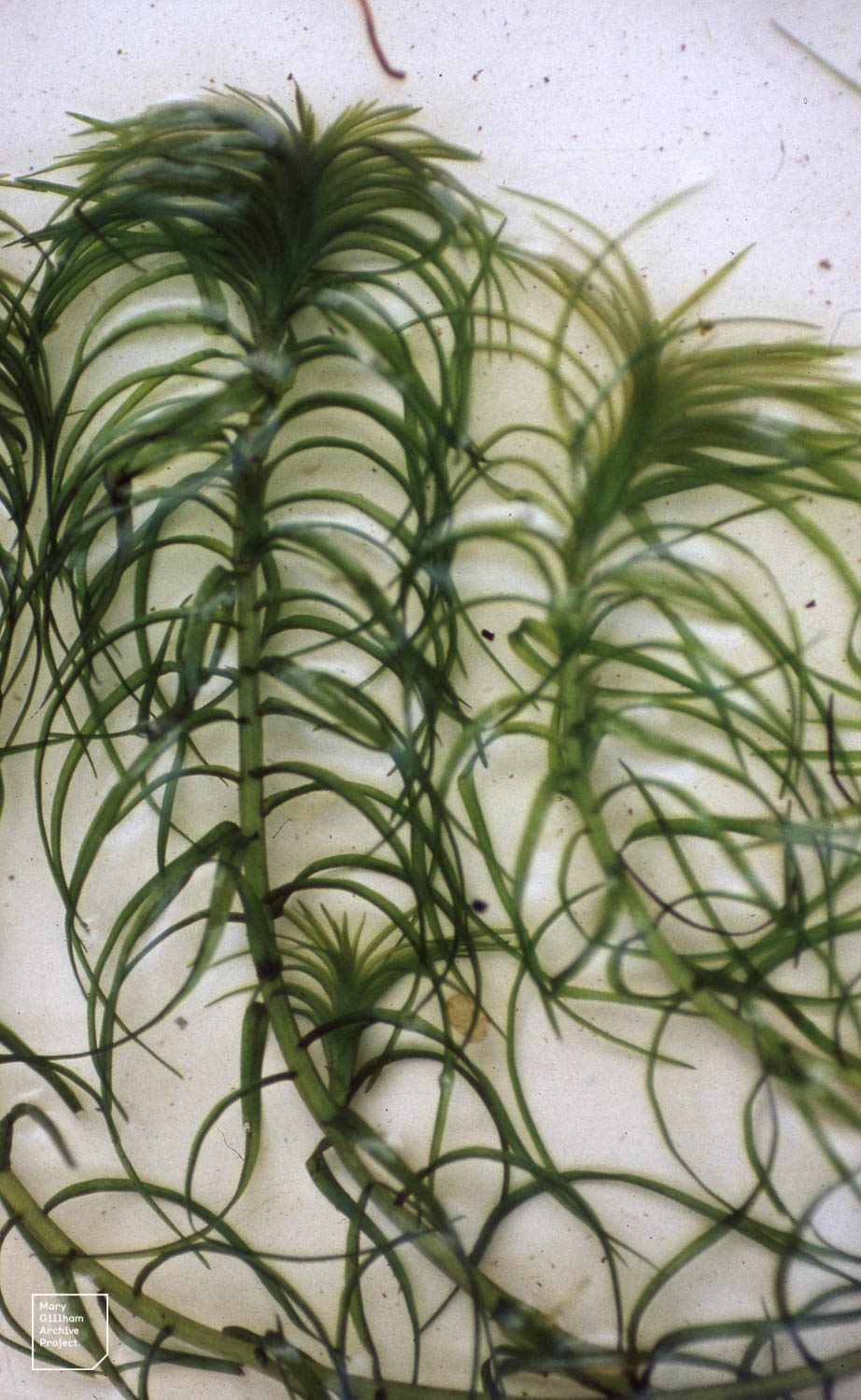
Лагаросифон большой (Lagarosiphon major) — длинностебельное растение, образующие заросли. Может укореняться, но может и плавать
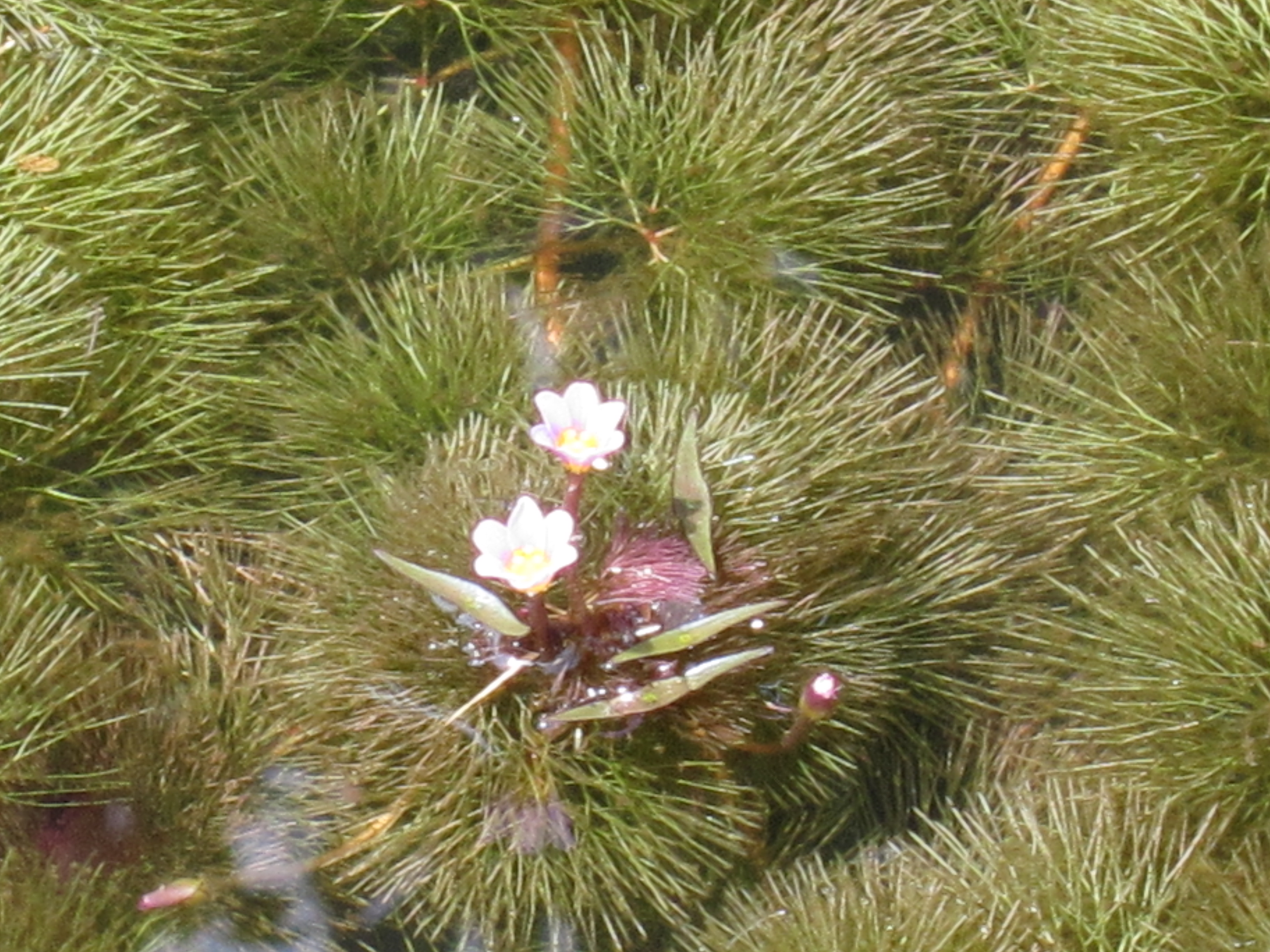
Кабомба каролинская (Cabomba caroliniana) имеет корни и корневища, но тоже может существоать в плавающем виде. Цветки цветут над водой.

Заросли многих из плавающих в толще воды растений служат местом икрометания рыб. Густые заросли плавающих растений могут затруднять судоходство. 

### Погружённые укореняющиеся гидрофиты
У этой группы водных растений корневая система развита гораздо сильнее, чем у свободноплавающих. Минеральные вещества они в основном получают из грунта через корни, а углекислый газ усваивают из воды.
По особенностям строения и роста укореняющиеся гидрофиты можно условно разделить на кустовые и длинностебельные.
Кустовые гидрофиты образуют прикорневую розетку, новые листья появляются из единой точки роста на корневище. Размножаются они преимущественно вегетативно как ползучие растения, отводками и столонами. Многие из таких видов, популярных в аквариумистике, представляют собой подводную форму гелофитов (болотных растений).
Длинностебельные гидрофиты имеют листья, расположенные вдоль стебля; рост происходит за счёт верхушечных почек побегов. По мере роста нижние листья могут отмирать из-за затенения. Их размножение обычно связано с делением стебля на черенки или укоренением полегающих побегов. Нередко они демонстрируют высокую пластичность форм и могут существовать как свободноплавающие растения, что затрудняет провести границу с предыдущей группой.

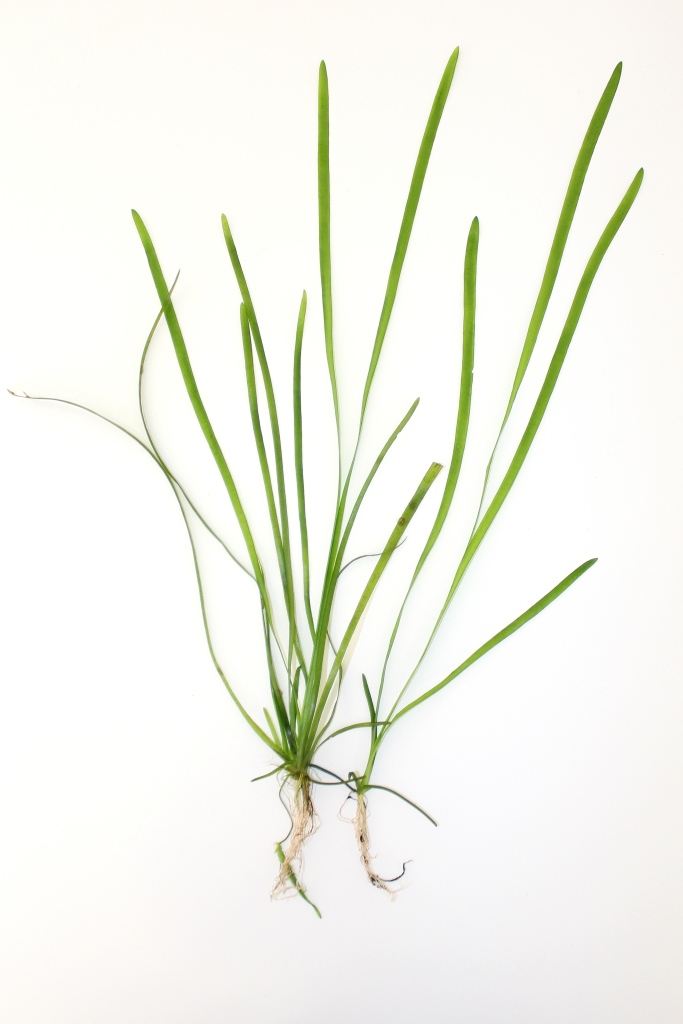
Валлиснерия спиральная (Vallisneria spiralis)
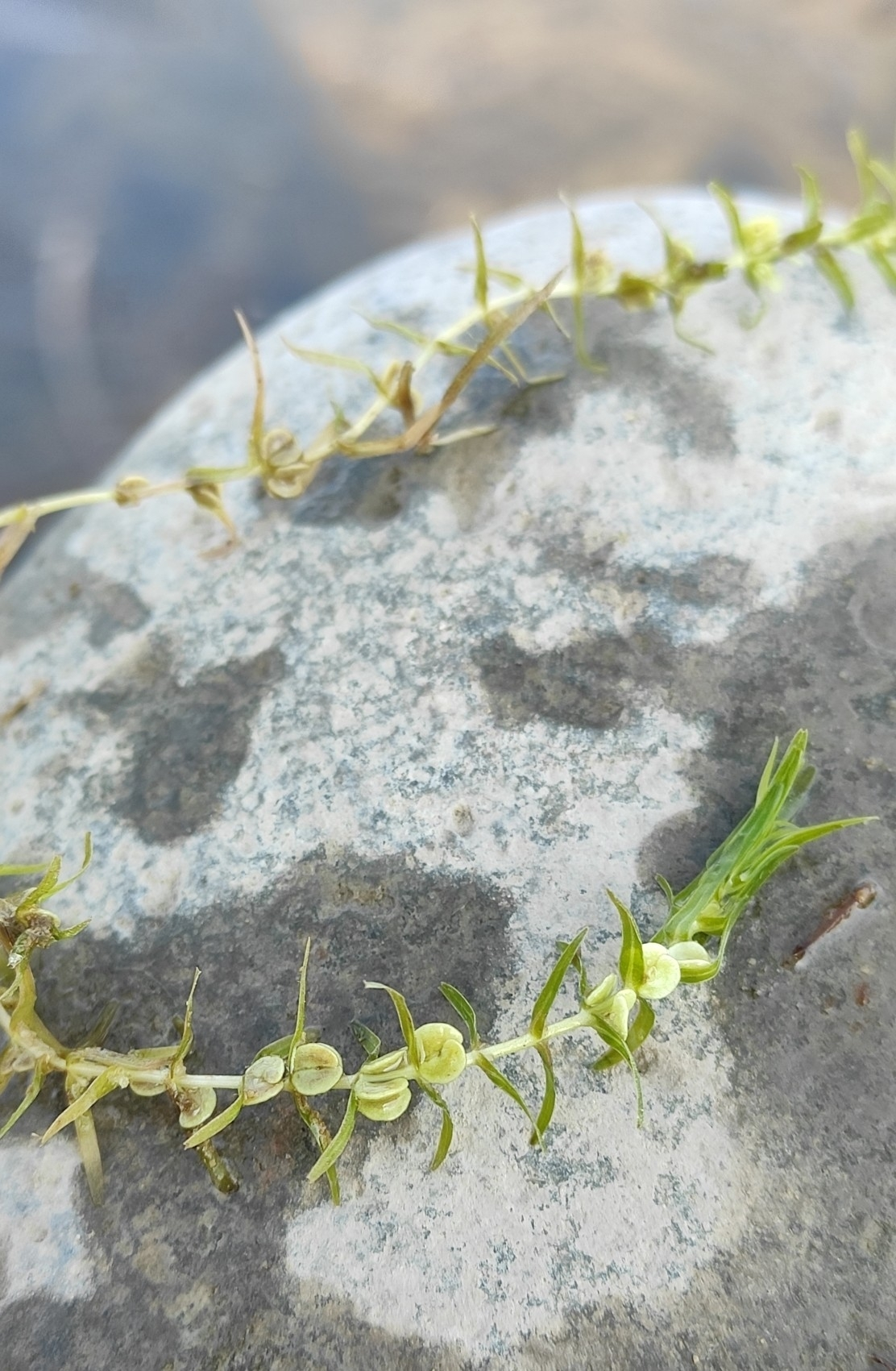
Болотник обоеполый (Callitriche hermaphroditica)
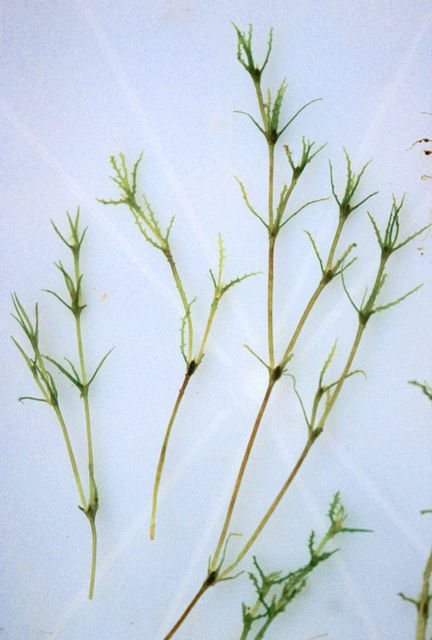
Наяда морская (Najas marina)
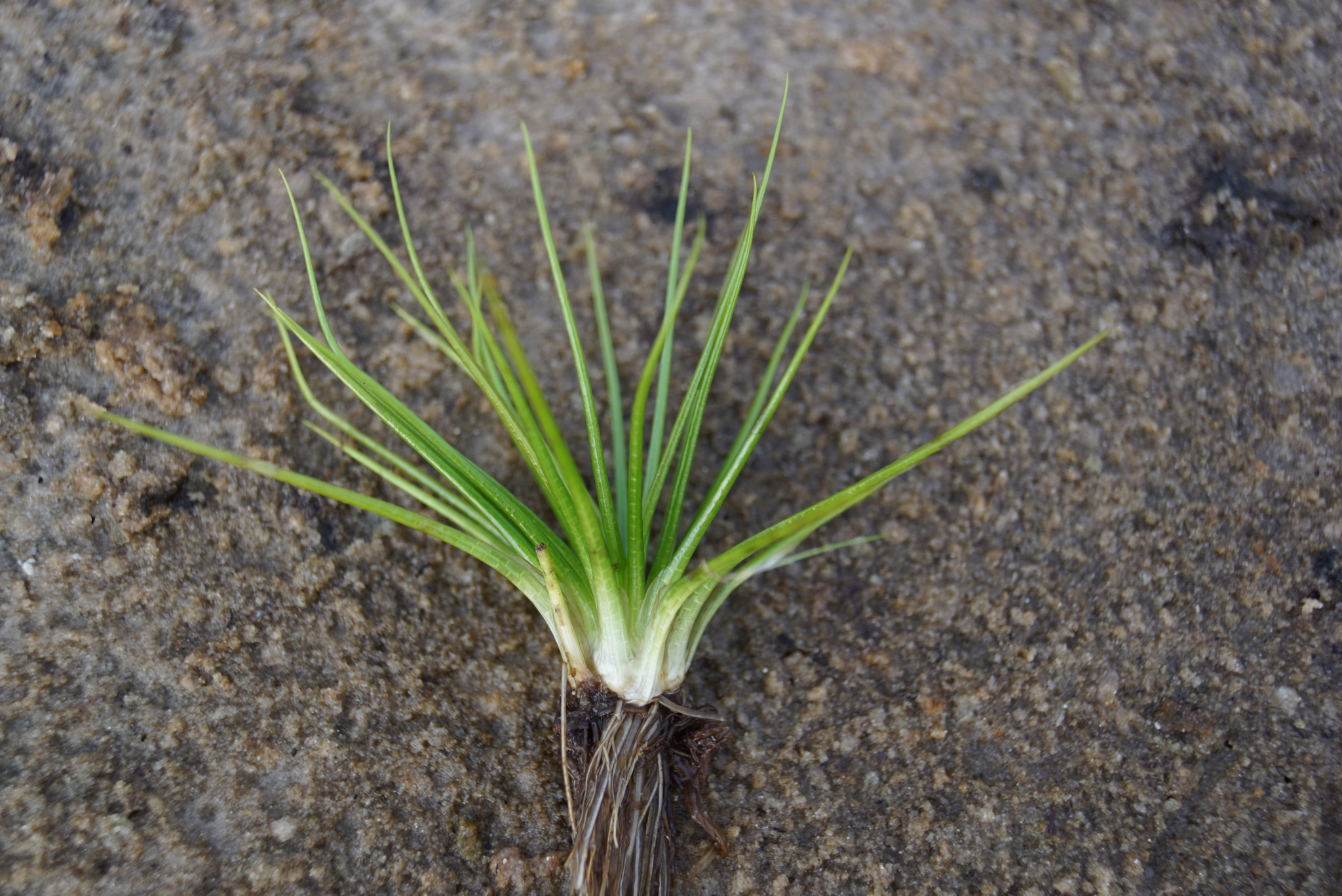
Полушник колючеспорый (Isoetes echinospora)
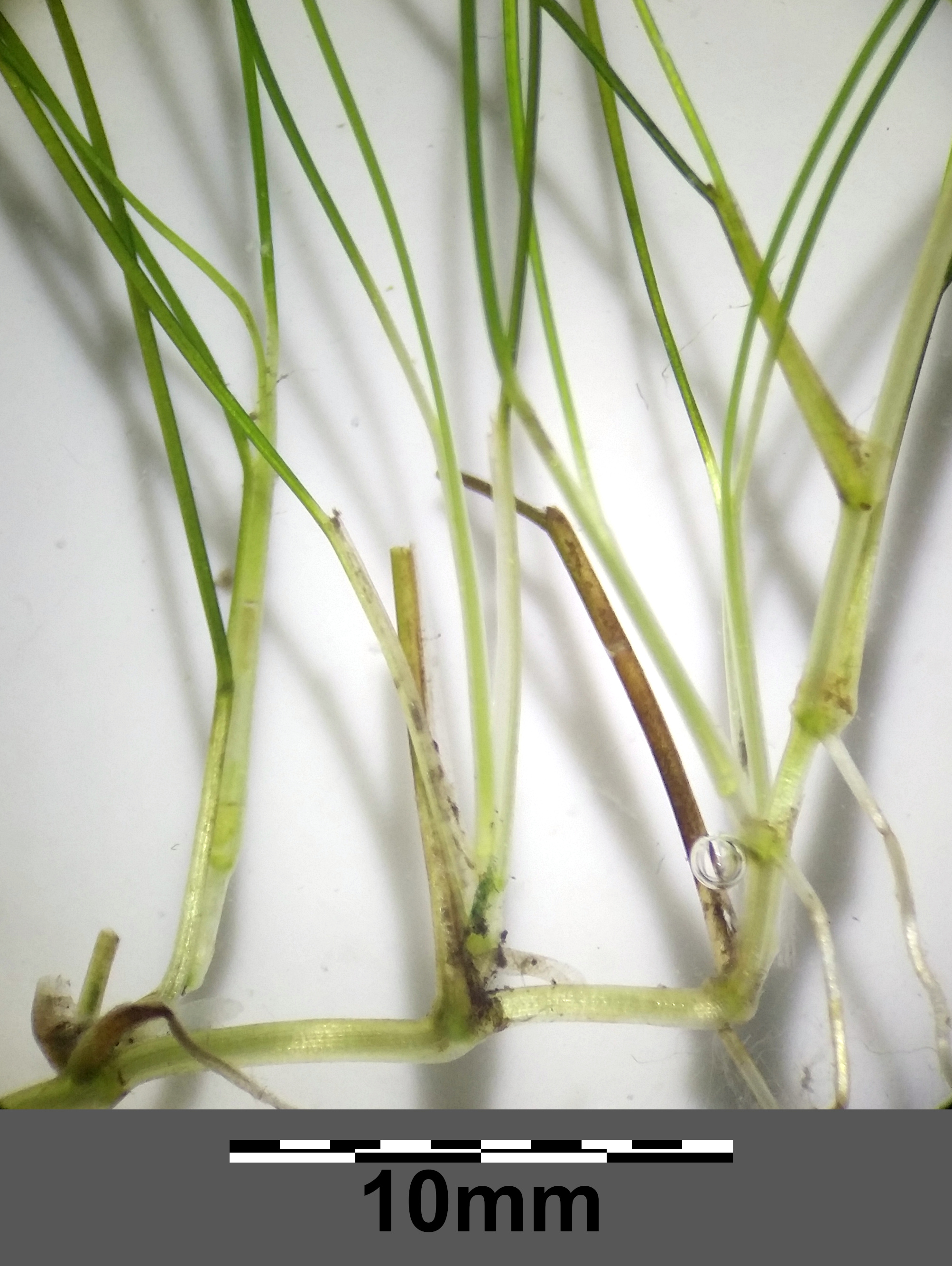
Руппия морская (Ruppia maritima)
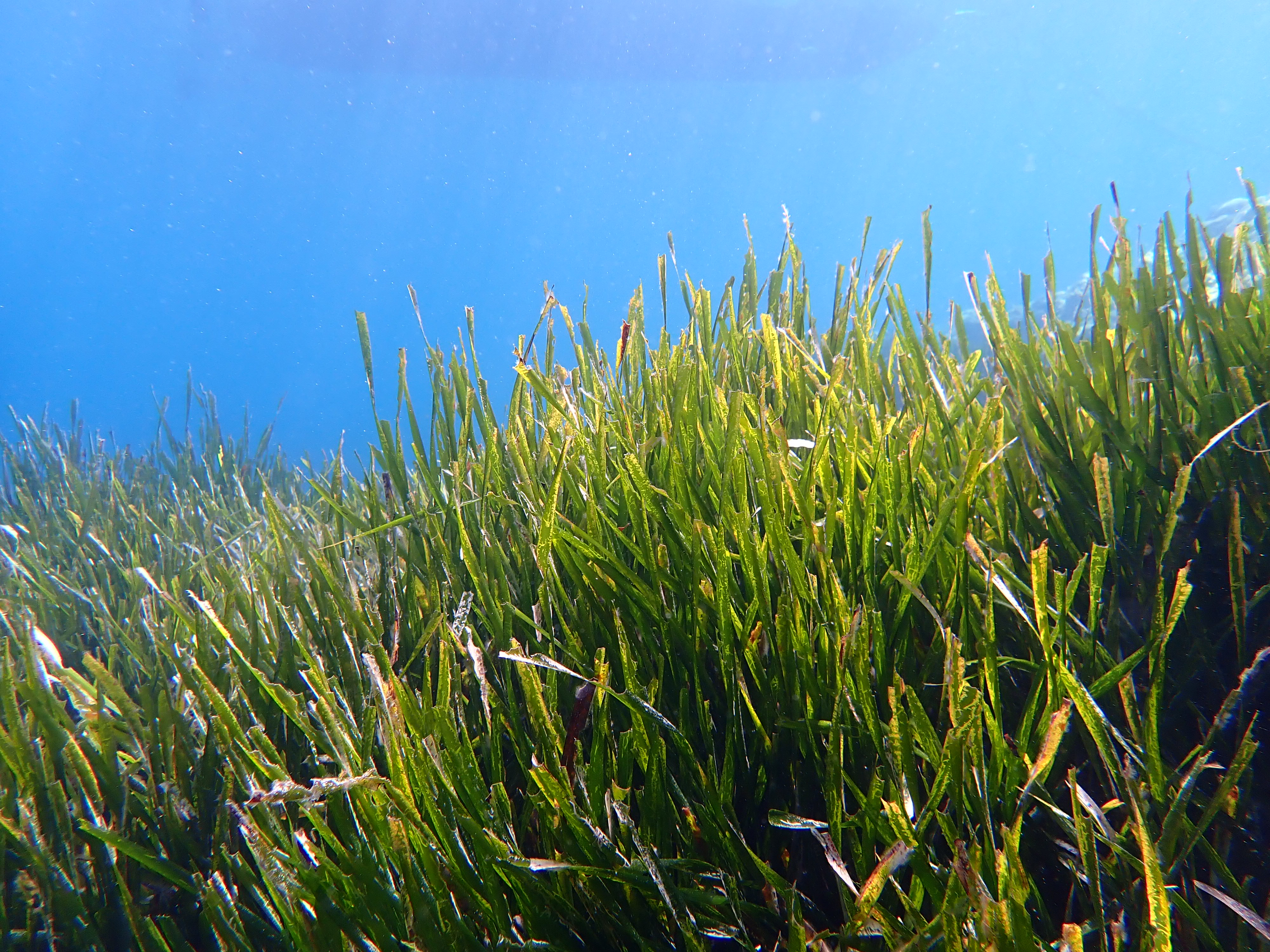
Посидония океанская (Posidonia oceanica) образует «подводные луга» на морском дне
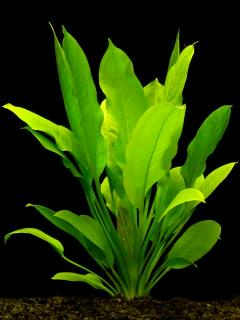
Эхинодорус Блехера (Echinodorus bleheri)

### Укореняющиеся гидрофиты с плавающими на воде листьями
У водных растений сильно развита разнолистность (гетерофиллия): подводные, плавающие и надводные листья на одном и том же растении значительно различаются как по внутреннему, так и по внешнему строению. Так, подводные листья не имеют устьиц; у плавающих на поверхности воды листьев устьица находятся только на верхней (адаксиальной) стороне, у надводных (воздушных) листьев устьица — на обеих сторонах. Для увеличения плавучести органы водных растений имеют полости, утолщения, наполненные воздухом. У лотоса имеются три вида листьев: подводные, плавающие и надводные. 

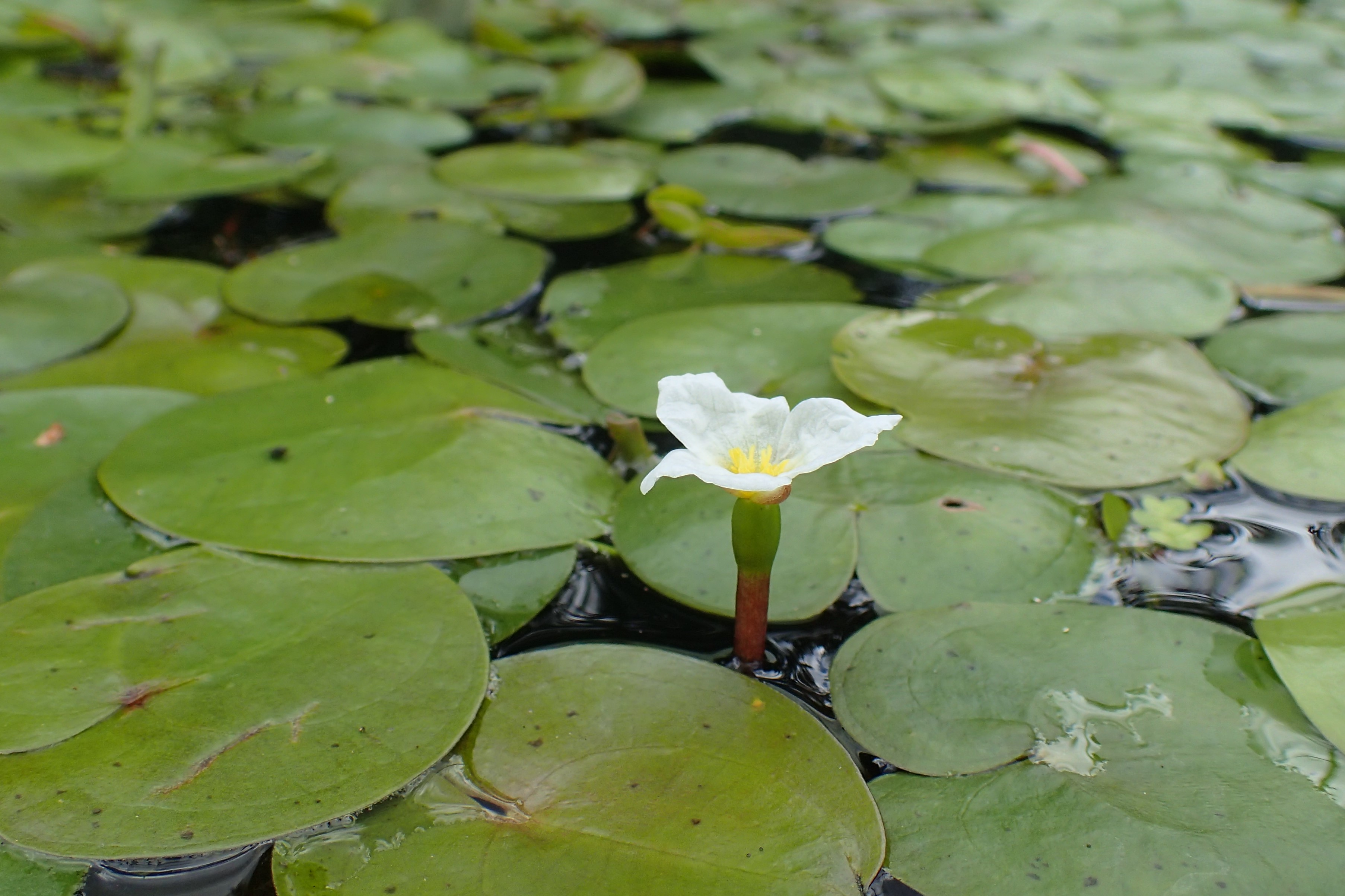
Водокрас лягушачий (Hydrocharis morsus-ranae)
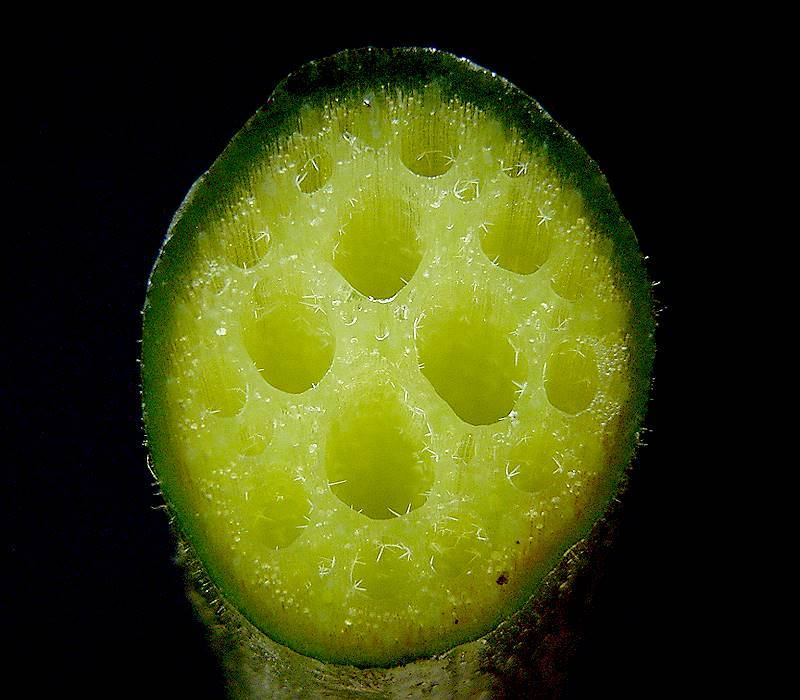
Кувшинка. Черешок листа, поперечный разрез
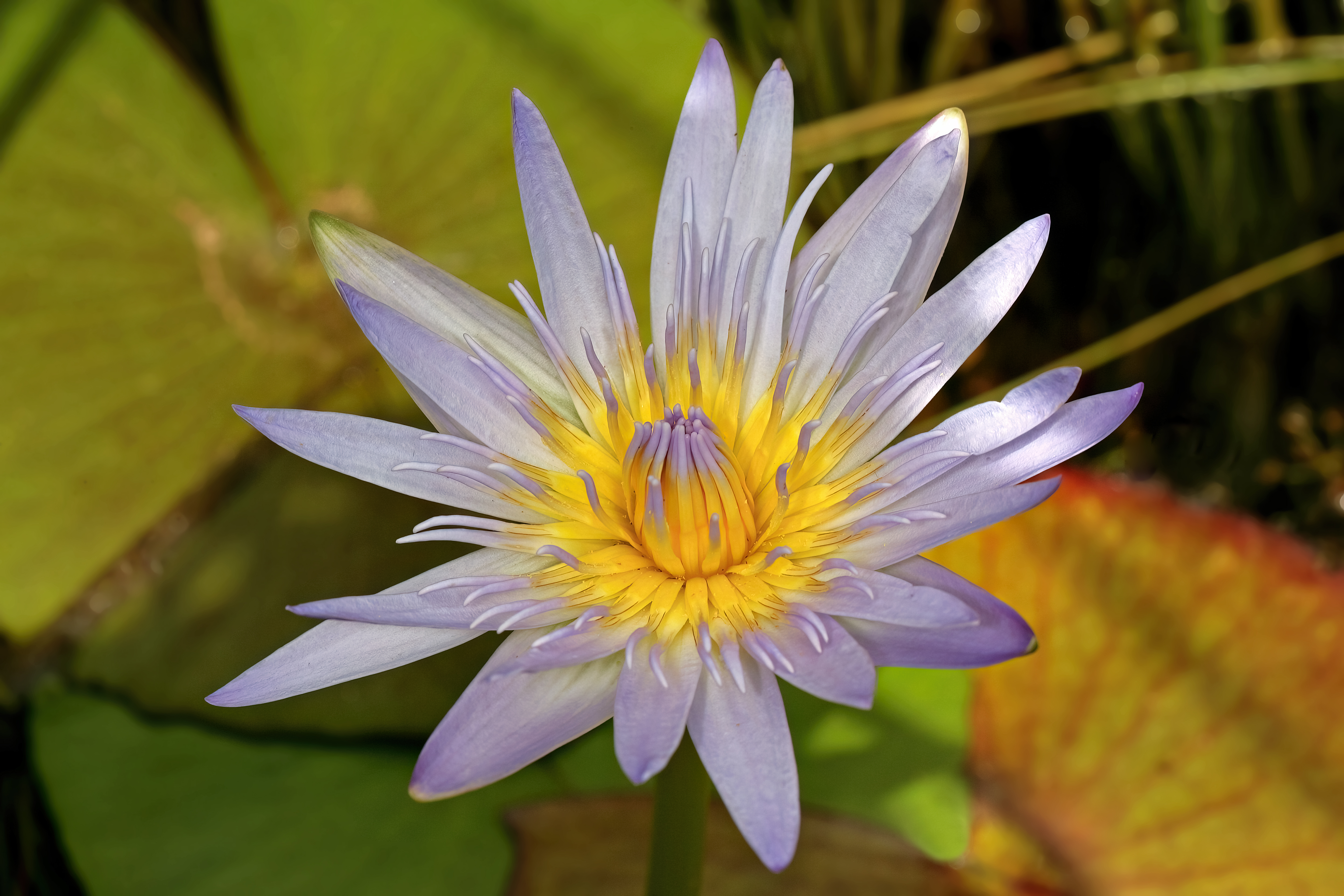
Цветок кувшинки голубой (Nymphaea caerulea)
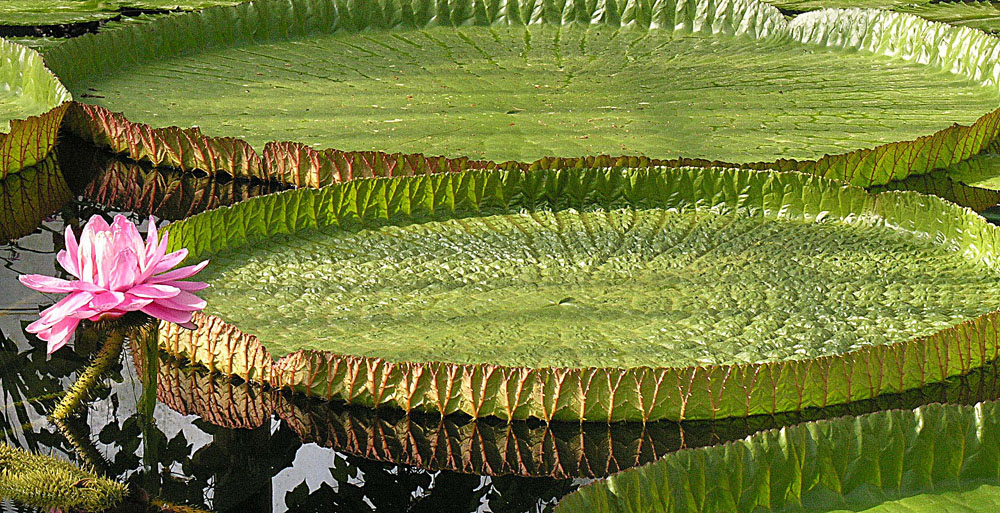
Виктория амазонская (Victoria amazonica) выпускает цветки из воды на 2–3 дня в году
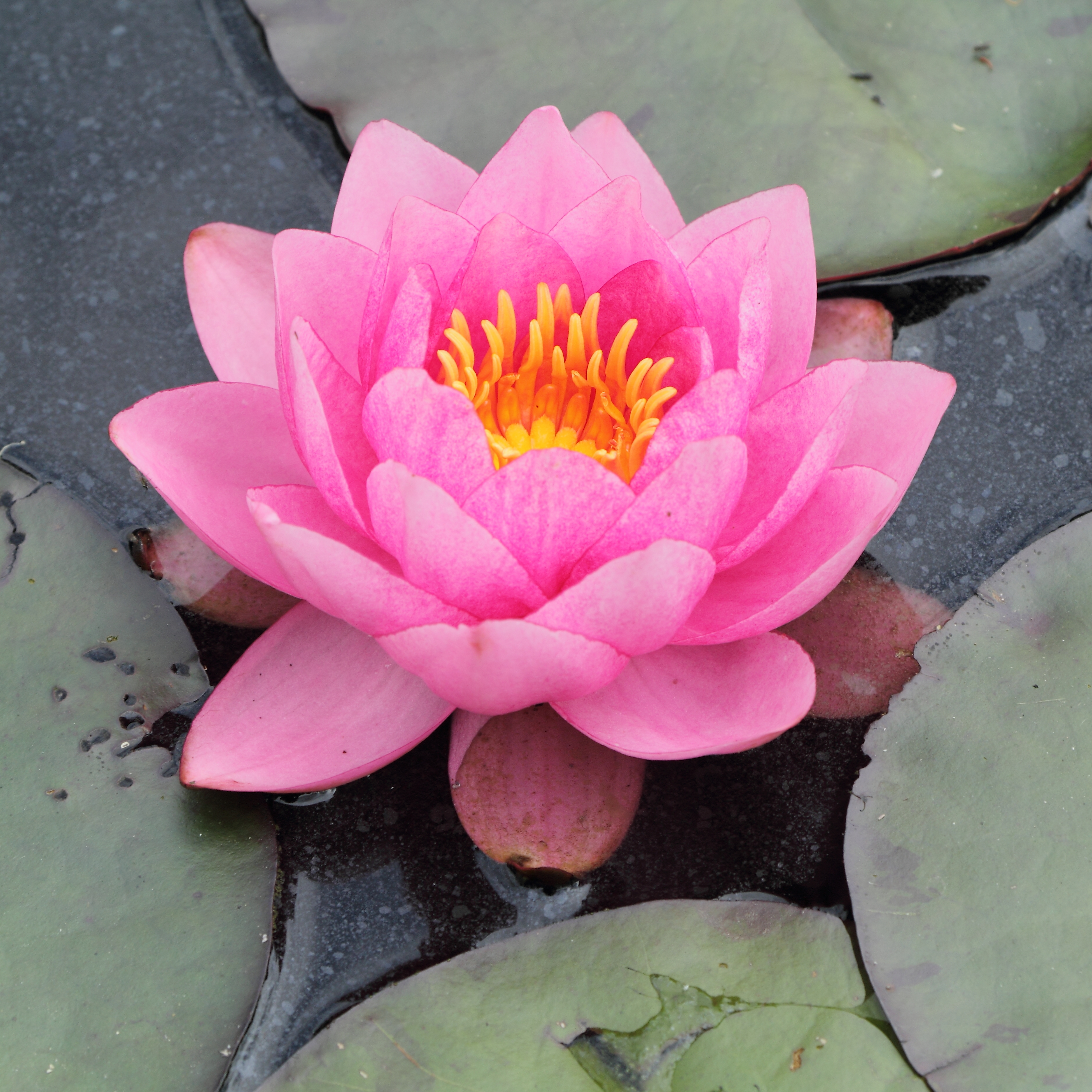
Кувшинка сорта 'James Brydon'
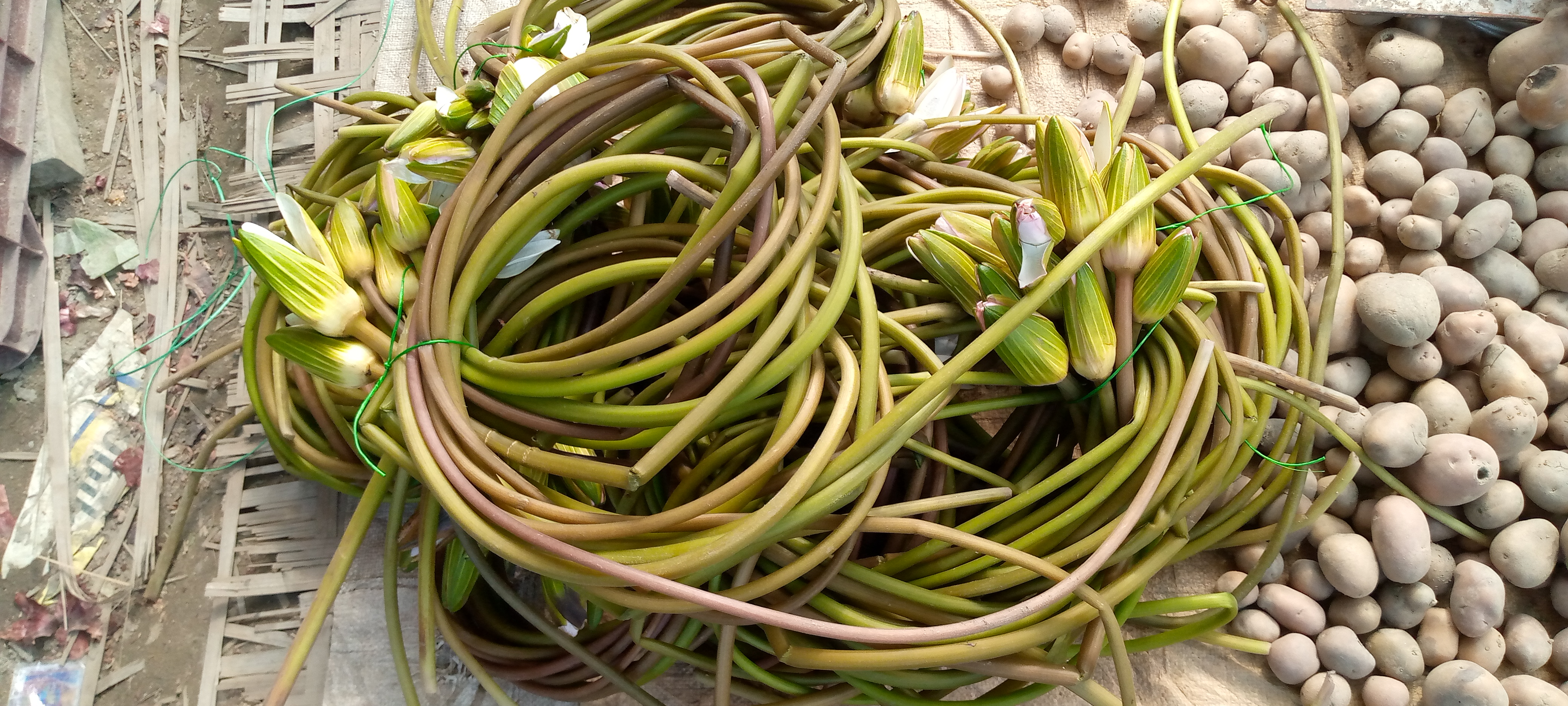
Стебли кувшинок используют в пищу

У некоторых видов водных растений цветение происходит над поверхностью воды — цветки либо плавают на поверхности, либо выступают над водой на длинных цветоносах. 
Типичные представители этой группы — это водяные лилии — собирательное название для цветущих над водой растений с округлыми плавающими листьями.  

### Гидрофиты свободно плавающие на поверхности воды

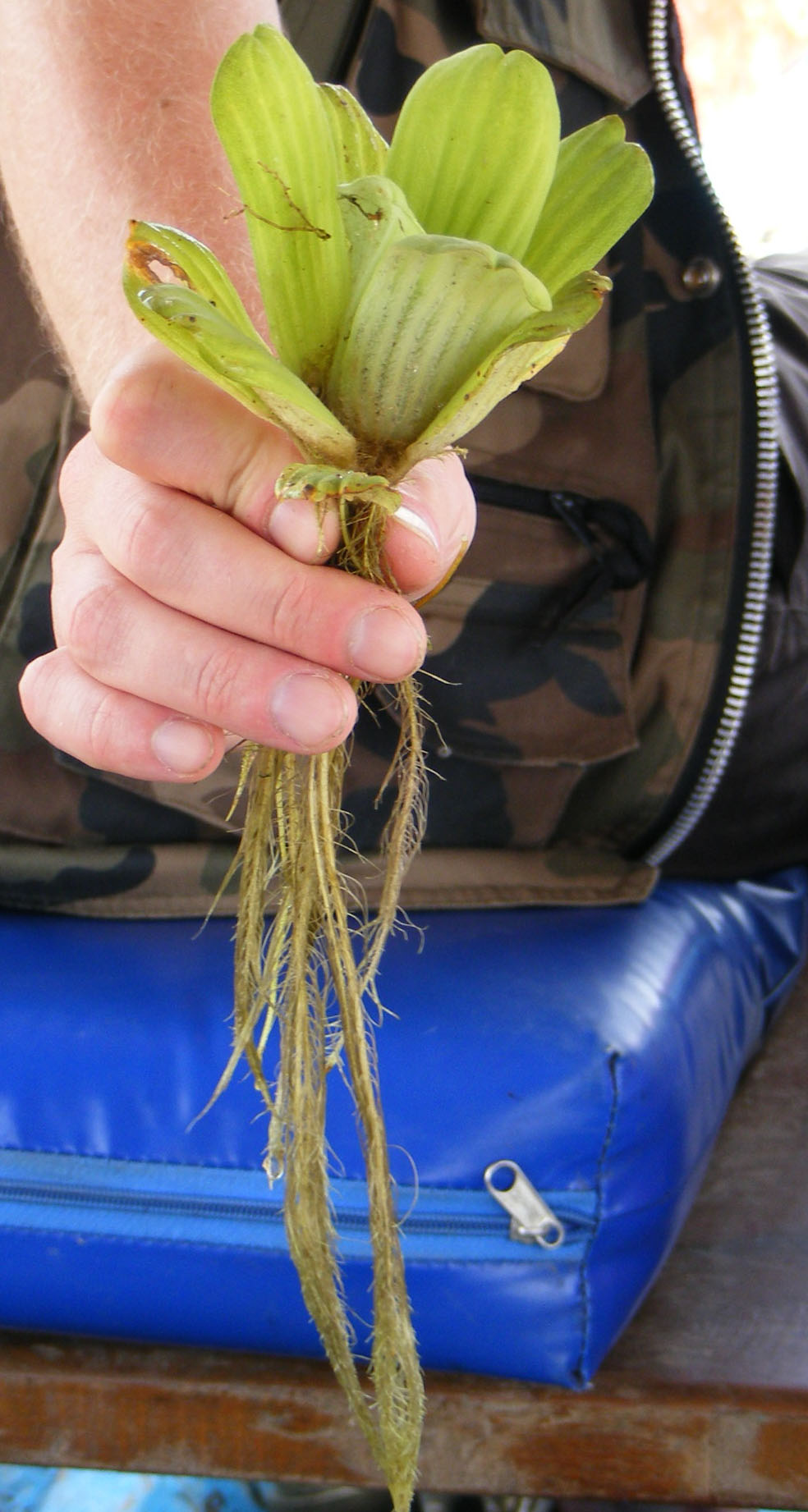
Пистия слоистая (Pistia stratiotes) культивируется в качестве корма для свиней
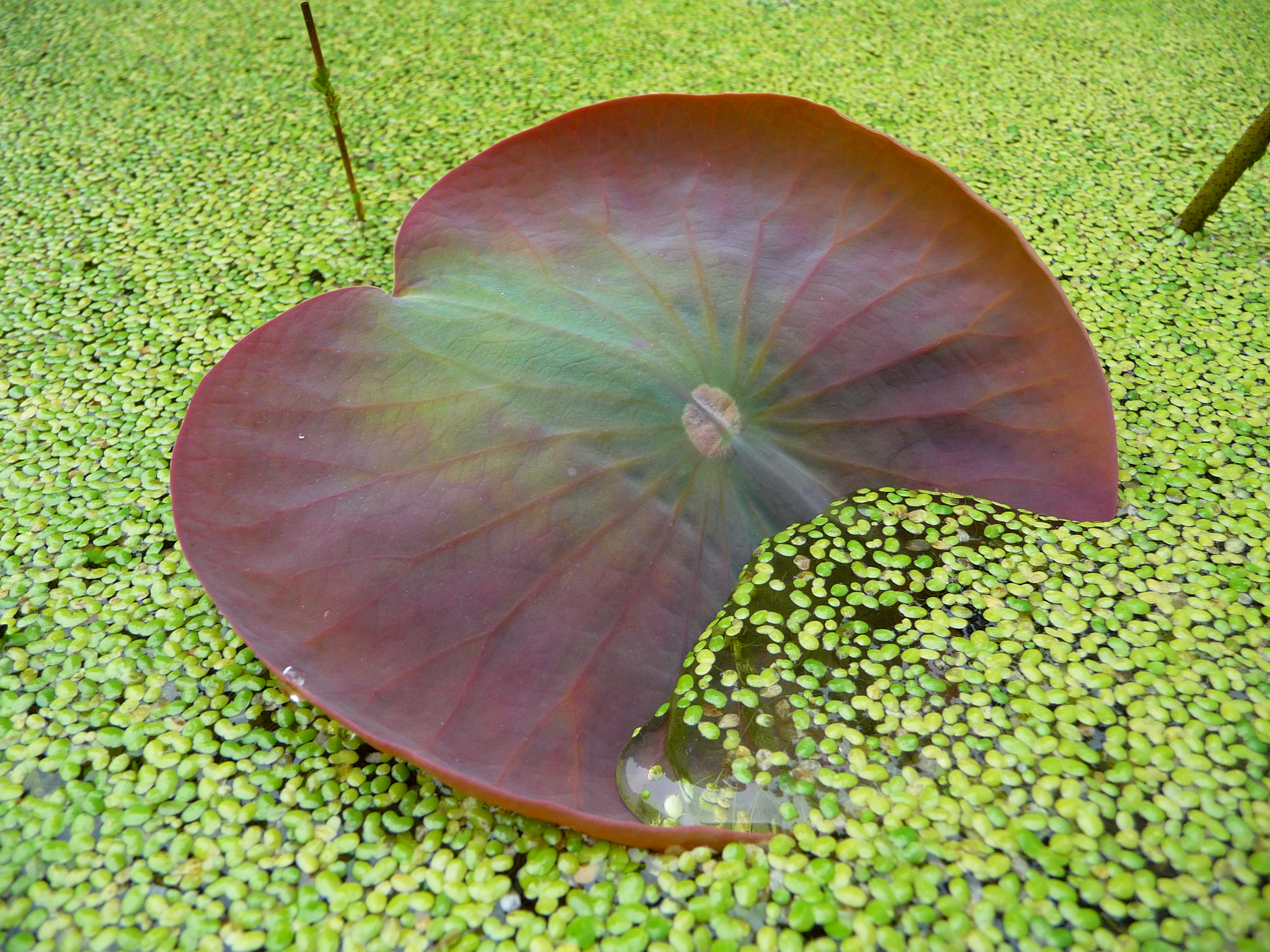
Ряска малая (Lemna minor) хорошо очищает водоёмы от органических загрязнений, уменьшает цветение воды, так как затеняет водоём
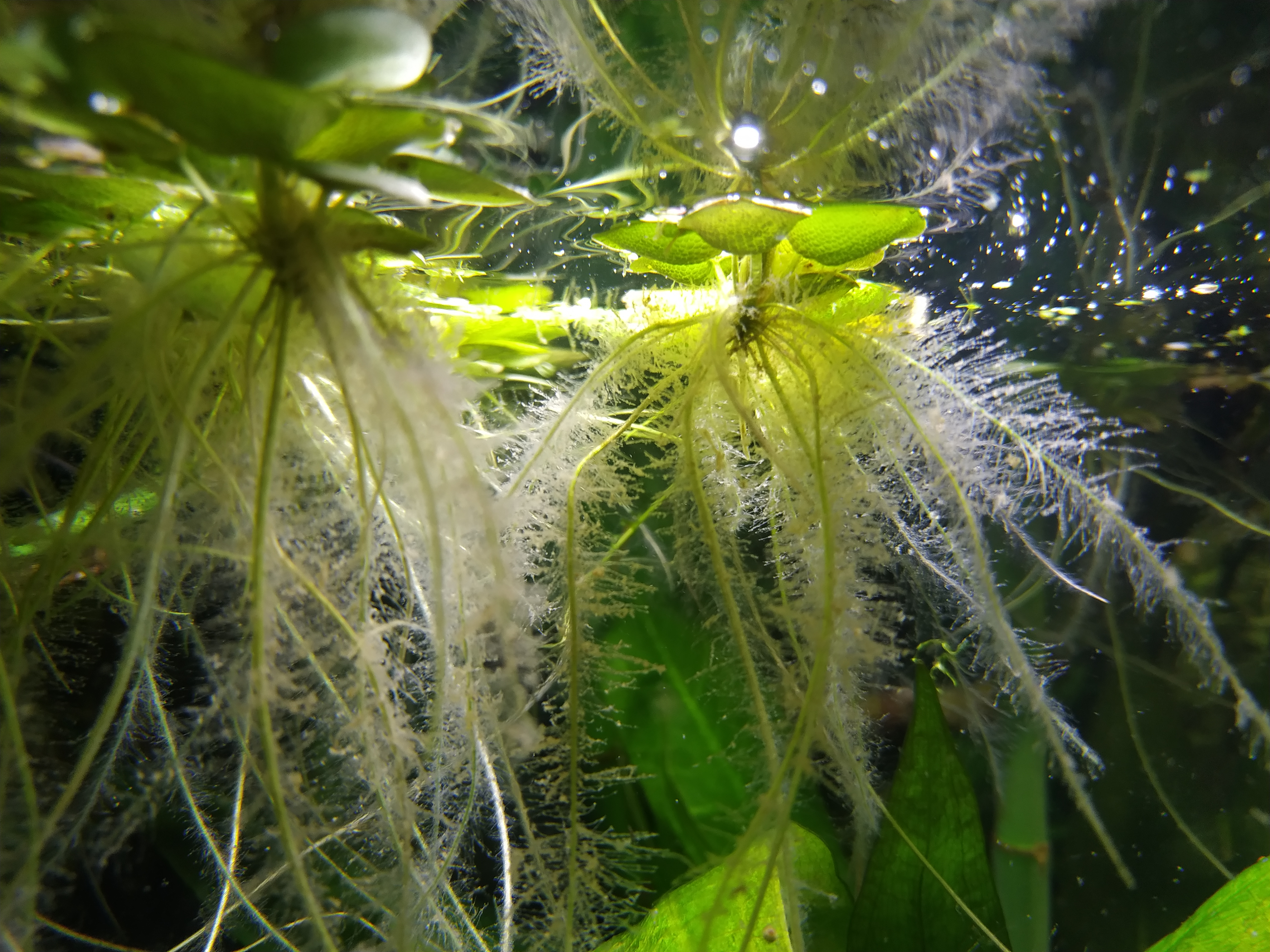
Водокрас гладкий (Hydrocharis laevigata) более изветсен в аквариумистике под названием лимнобиум побегоносный (Limnobium stoloniferam)
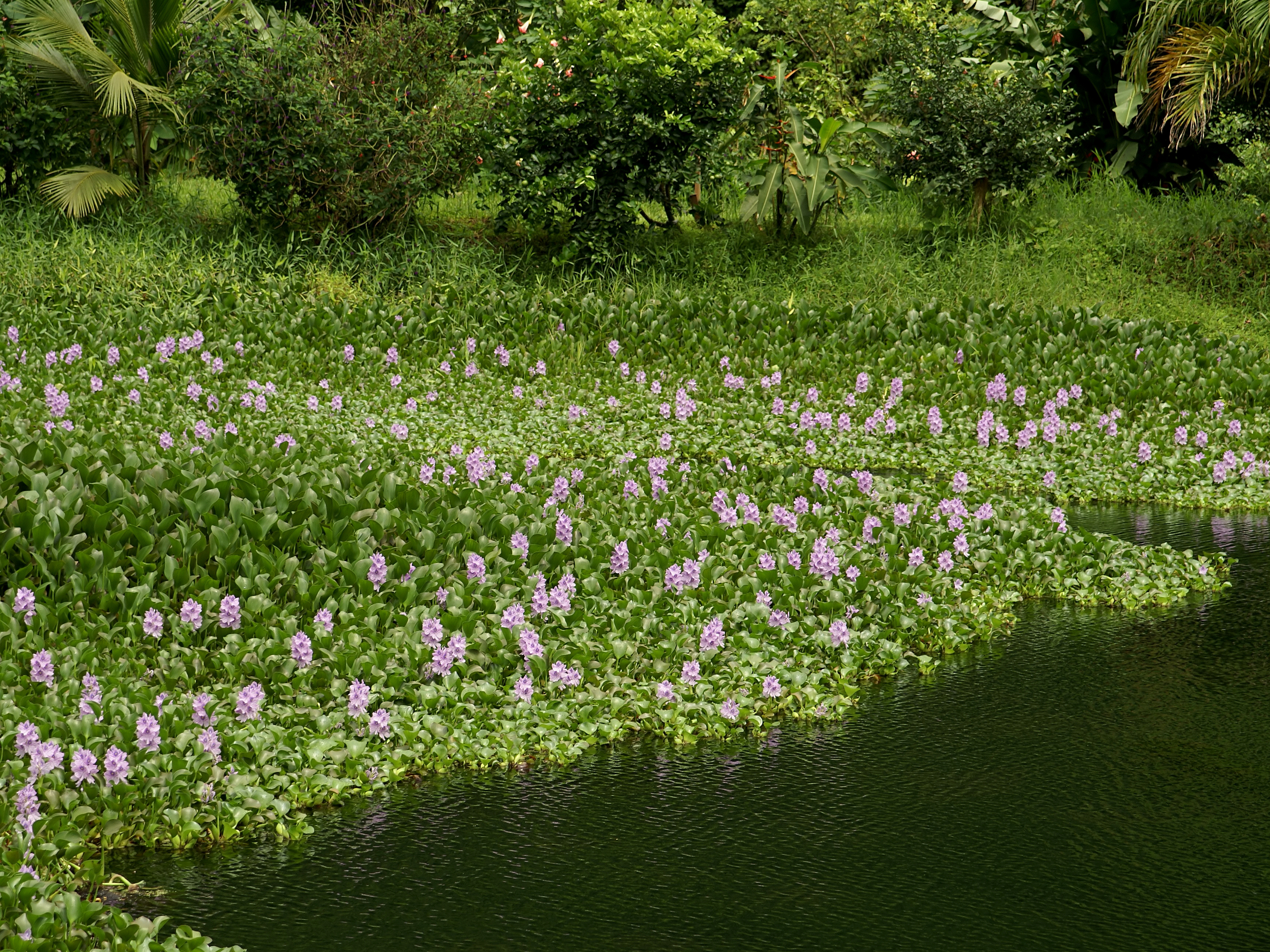
Эйхорния толстоножковая (Eichhornia crassipes) — однолетние растение, которое стремительно захватывает водоёмы

## Некоторые представители водных растений
Водокрас, или Лягушечник (Hydrocharis morsus-ranae L.) — вид, весьма распространённый по умеренной Европе и Азии в прудах и стоячих водах. Плавучая трава с коротким корневищем, как бы отгрызенным снизу (отсюда название лат. morsus ranae — укус лягушки). Каждый побег начинается двумя короткими низовыми листьями, за которыми следуют до 5 длинночерешковых листьев с округлыми пластинками, при основании сердцевидными (как у кувшинки и нимфеи, или водяной лилии), около 2,5 см в поперечнике; из углов листьев выходят боковые плетеобразные побеги, развивающие на концах новые листья и придаточные корни. Отгнивши или оторвавшись от первоначального растения, такой побег становится самостоятельным; таким образом, водокрасы размножаются двояко. Цветки двудомные — на одних растениях тычиночные (мужские), на других пестичные (женские); выходят на длинных ножках из углов листьев, в начале совсем закрыты 1 или 2 полупрозрачными кроющими листьями; мужских цветков 1 или 2, редко больше, на каждой ножке, с 12—15 сросшимися при основании тычинками и 3 белыми лепестками; женских — 2 с 6 неразвитыми тычинками, многогнёздным плодиком и 3 лепестками. Плоды не раскрываются. У водокраса образуются ещё зимующие почки, длинные и плотные, падающие на дно и прорастающие весною. Длинные придаточные корни водокраса покрыты тонкими волосками.
Апоногетон (Aponogeton L.f.) из Индии, Цейлона, Южной Африки и Мадагаскара. Корневище, сначала клубнеобразное, затем удлиняется и наконец разветвляется на 15—20 частей, выпускающих узкие надводные листья на длинных черешках; при основании черешков плёнчатые прилистники, рано отпадающие; небольшие ароматные цветки очень просты, не имеют ни чашечки, ни венчика и состоят из 6—25 тычинок и 3—8 отдельных одногнёздных околоплодников; прикрыты довольно крупным белым прицветником; цветки образуют неплотные соцветия вроде колоса или кисти; у апоногетона двуколосого (Aponogeton distachyos) таких соцветий два, а у апоногетона одноколосого (Aponogeton monostachyos) — одно; плодики сухие, лопаются по брюшному шву и содержат несколько семян. Разводится цветоводами в водоёмах с умеренной температурой.
Апоногетон мадагаскарский, или продырявленный, или Увирандра окончатая (Aponogeton madagascariensis, или Ouvirandra fenestralis (Mirb.) H.Bruggen) — тропическое растение с цветками такого же устройства, но с очень оригинальными листьями в виде решётки или окна (лат. fenestra — окно); такое устройство листьев произошло от того, что сосуды пересекаются под прямыми углами, а в промежутках между ними не развилась листовая паренхима или мелкоклеточная ткань.
Лотос Комарова, или Лотос орехоносный (Nelumbo nucifera Gaertn.) — произрастает в подтропическом поясе Старого света; в России в устье Волги и на Каспийском море. Высокое красивое растение; листья на длинных черешках, надводные, щитовидные (прикреплены к черешку своею серединой), и притом вогнутые воронкообразно; есть и подводные небольшие чешуйчатые листья, сидящие на корневище; крупные цветки с 4-листной чашечкой, множеством лепестков и тычинок и своеобразной конической завязью или цветоложем, разросшимся в конус с основанием кверху, в которое и погружены несколько завязей, превращающихся по отцветании в орехообразные плодики. Корневища в Китае употребляются в пищу; разводилось прежде и в Египте.
Лотос египетский (Nymphaea lotus L.) — любимейший цветок Древнего Египта, служивший часто для украшения мёртвых (находки в мумиях) и изображавшийся очень часто в иероглифах. В Египте и теперь два вида лотоса — белый и голубой (Nymphaea caerulea Savigny. Два белых цветка совершенно такого же устройства, как и у нашего вида — кувшинки белой, или водяной лилии (Nymphaea alba L.), сходны и с нелумбием; 2 листа, раскрывшийся и нераскрывшийся; плод шаровидный и многосемянный, покрыт рубцами от росших на нём и отпавших лепестков и тычинок.

## Прибрежно-водные растения

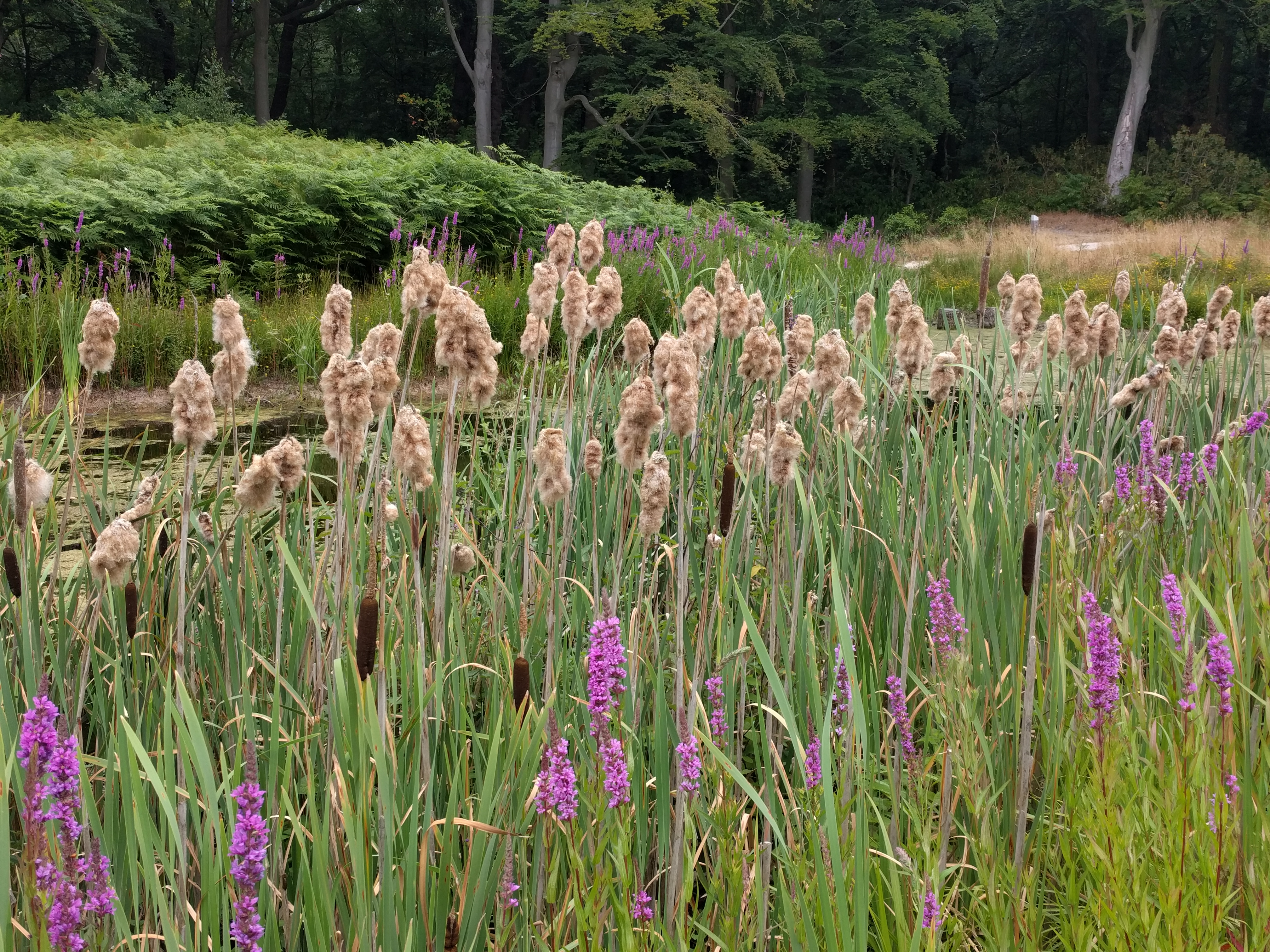
Заросли Рогоз широколистный|рогоза широколистного (Typha latifolia) — гелофитного растения с вкраплениями Дербенник иволистный|дербенника иволистнного (Lythrum salicaria) — сухопутного гигрофитного вида

Прибрежно-водные растения или гелофиты — воздушно-водные укореняющиеся травянистые растения, вегетативное тело которых находится как в воде, так и над её поверхность. Растения этой экологической группы занимают прибрежные мелководья с глубиной до 1 (2) м. Обычно базальные части надземных побегов гелофитов частично погружены в воду, однако эти растения способны переносить длительное обсыхание в период вегетации.
Для этой группы растений характерно сильное развитие корневищ, аэренхимы, механических тканей. Покровные ткани хорошо развиты и сходны по строению с сухопутными растениями. Средняя часть листа разделена на столбчатую и рыхлую ткани. Для многих растений характерна разнолистность (гетерофиллия): частуха, стрелолист. Представителями этой экологической группы, кроме вышеназванных, являются сусак зонтичный, манник большой, хвощ приречный, камыш озёрный, ежеголовник прямой и другие.

## Значение и применение

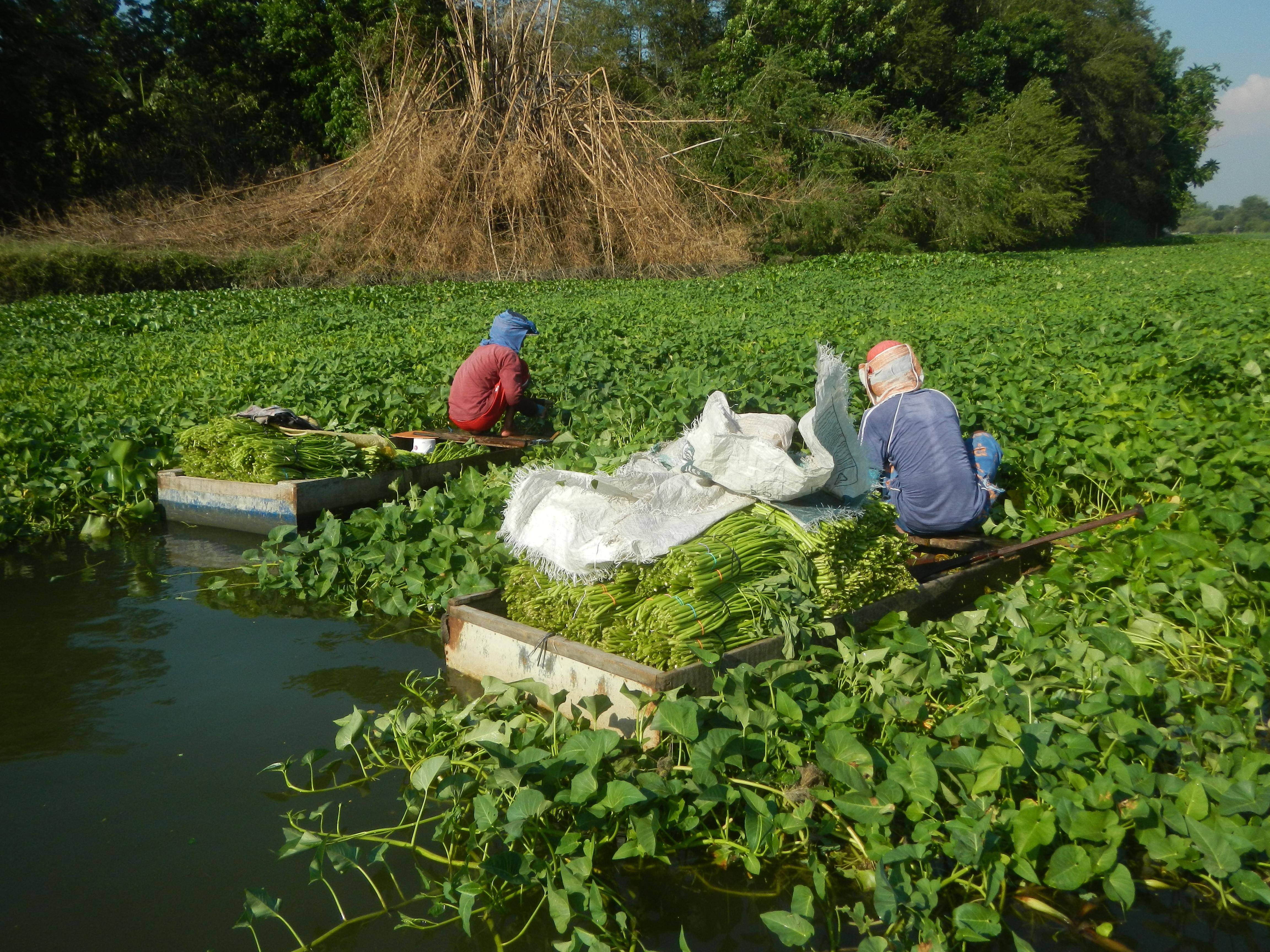
Урожай дикой Ипомея водяная|импомеи водной (Ipomoea aquatica) собирают с плотов на реке Ангат, Филиппины.

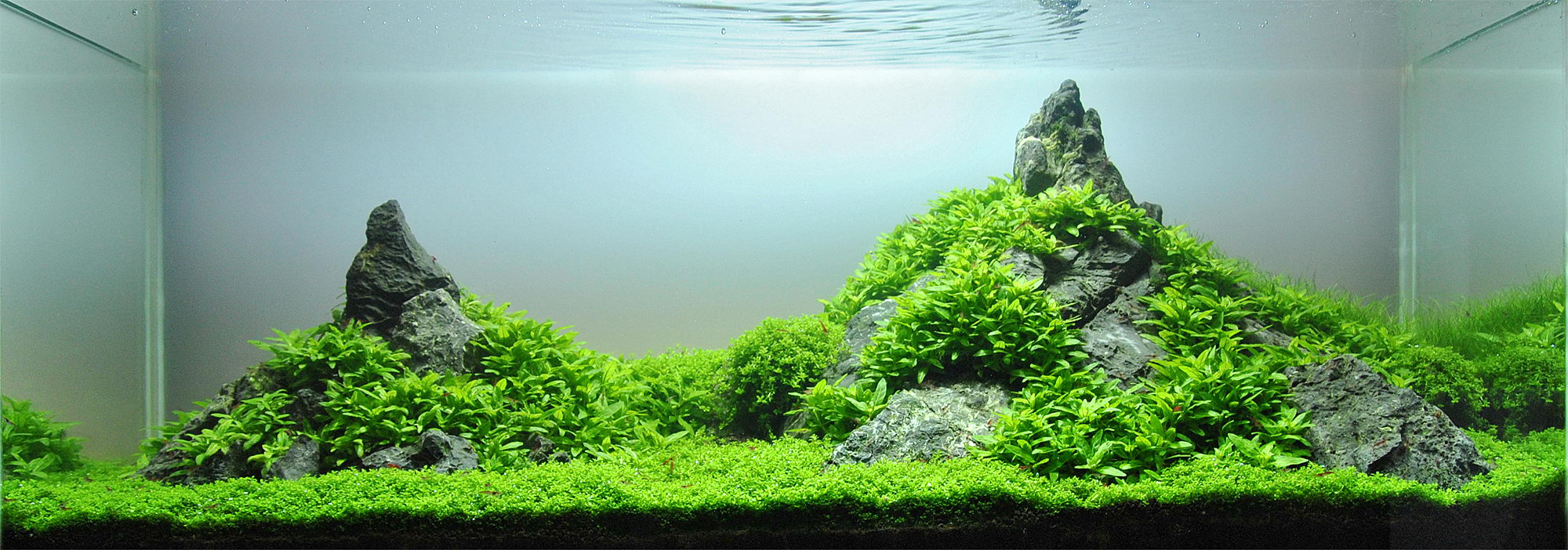
Акваскейпинг в стиле «природный аквариум» использует водные растения для имитации сухопутных ландшафтов

### Экосистемная роль
Водные растения играют важную роль в очищении водоёмов, хотя иногда (например, элодея, некоторые виды рдестов), в связи с быстрым распространением при размножении, сорничают и сами могут быть вредными при сильном разрастании их в водоёмах и особенно в водохранилищах. Эйхорния отличная (Eichhornia crassipes (Mart.) Solms), разрастаясь, образует сплошные плавни в реках, препятствуя судоходству, засоряет дренажные и оросительные системы. Крупные макрофиты (тростник, рогоз и т.д.), затеняя поверхность воды и поглощая биогенные вещества и другие минеральные соли, являются мощными антагонистами синезелёных водорослей в борьбе за питательные вещества, подавляют их развитие и этим устраняют вредное «цветение воды».
Семена и плоды многих водных растений служат кормом для некоторых птиц. Отмершими остатками водных растений часто питаются беспозвоночные животные, служащие пищей рыбам.
Водные растения играют ключевую роль в образовании болот при зарастании водоёмов. 

### Полезные растения
Многие виды водных и прибрежно-водных растений являются ценными лекарственными растениями и используются как в народной, так и научной медицине (кубышка жёлтая, роголистник погружённый, череда трёхраздельная).
Среди водных растений есть съедобные растения. Некоторые водные растения накапливают в подземных органах — корневищах — очень много крахмала. Корневища сусака зонтичного, рогоза широколистного, стрелолиста обыкновенного (Sagittaria sagittifolia), частухи обыкновенной (Alisma plantago-aquatica), тростника обыкновенного, камыша приморского — легко доступный ценный источник питания. Человеком употребляются издавна в пищу семена водяного ореха (Trapa natans), зерновки манника. К водным растениям, выращиваемым в промышленных масштабах, относятся: батат водяной, жеруха обыкновенная (Nasturtium officinale), болотница сладкая (Eleocharis dulcis), лотос орехоносный (Nelumbo nucifera), омежник яванский (Oenanthe javanica). В полузатопленном состоянии выращивают васаби и рис, для которого устраивают заливные поля и террасы. 
Скошенные водные растения иногда употребляют на корм скоту или на удобрение, например, ряску малую (Lemna minor).

### Декоративное использование
Многие водные растения находят широкое применение в декоративных целях. 
В аквариумистике растения используют для оформления подводных ландшафтов, создания фона и укрытий для рыб, а также для поддержания биологического равновесия в замкнутой экосистеме аквариума.
В ландшафтном дизайне водные и прибрежные растения применяют для украшения садовых водоёмов, прудов, ручьёв и фонтанов. Их высаживают как непосредственно в грунт на дне, так и в специальные контейнеры, а также используют в плавающих корзинах и вазонах. Некоторые виды размещают в декоративных вазах, наполненных водой, для оформления входных зон, террас и интерьеров.
Отдельные водные растения востребованы и во флористике как срезочные культуры. Так, цветки лотоса, кувшинок и некоторых стрелолистов используют как срезочный материал в букетах и композициях, а листья кувшинок или стрелолистов — в качестве декоративного фона.

## Символическое, религиозное и культурное значение

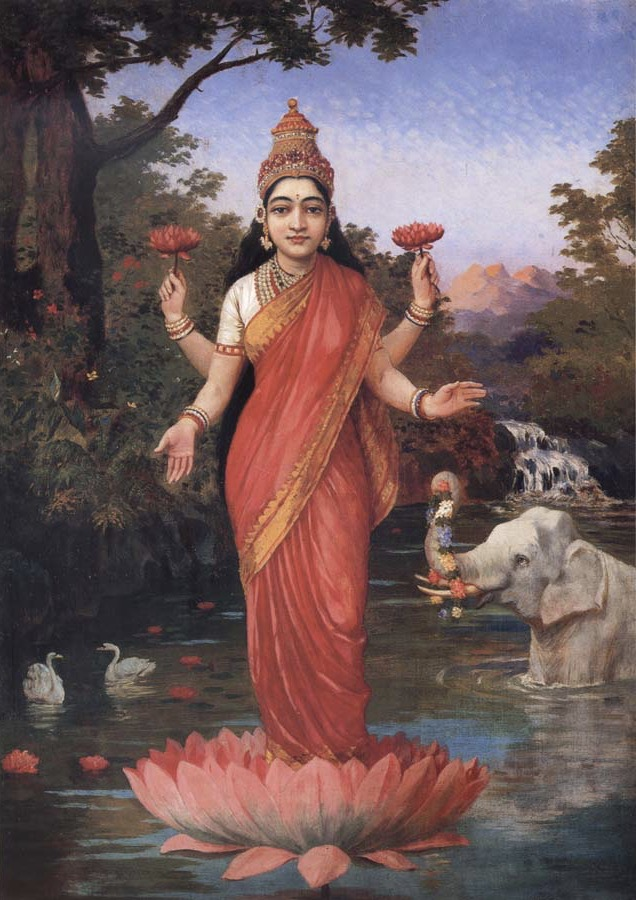
Богиня Лакшми. Картина Рави Варма, между 1848 и 1906, масло на холсте

Лотос выступает одним из ключевых мифоэпитесчких символов в культуре востока. Наибольшее распространение этот мифопоэтический образ получил в мифологии Египта, Индии и Китая, выступая в качестве алломорфа мирового яйца, рождающего вселенную — «…боги, особенно в Египте и Индии, выходят из цветка лотоса». Это священный цветок как в индуизме, так и в буддизме, представляющий путь к духовному пробуждению и просветлению. В китайской мифологии образ лотоса связан с чистотой и целомудренностью, является одной из восьми эмблем удачного предсказания, а также символизирует производительную силу.

### В изобразительном искусстве
В живописи, пожалуй, самым известным примером изображения водных растений как центрального мотива является цикл «Кувшинки» из 250 полотен импрессиониста Клода Моне. Гораздо чаще они служат фоном для сцен, происходящих в водоёмах или под водой — например, детализированная водная растительность представлена в «Садко» (1876) Ильи Репина, «Офелии» (1852) Джона Эверетта Милле и «Рыболове» (1871) Василия Перова.